# Temporada do Clube de Regatas do Flamengo Feminino de 2023
O Clube de Regatas do Flamengo (futebol feminino), em 2023, disputou a Supercopa do Brasil, a Série A1 do Campeonato Brasileiro, o Campeonato Carioca, a Copa Rio e a Brasil Ladies Cup.
A partida de estreia na temporada foi válida pelas quartas de final da Supercopa do Brasil, em 5 de fevereiro, contra o Ceará, no estádio Luso-Brasileiro, no Rio de Janeiro. O Rubro-Negro venceu a partida por 10–0. Na semifinal, em 8 de fevereiro, também no Luso-Brasileiro, venceu, por 3–2, o Real Brasília e se classificou para a final. Na final da competição, perdeu para o Corinthians por 4–1, no Neo Química Arena, em São Paulo e, portanto, foi o vice-campeão.
Na Copa Rio fez a sua estreia, em 18 de fevereiro, em partida antecipada válida pela terceira rodada. Venceu o Fluminense, nas Laranjeiras, por 1–0, com gol de Crivelari. Após quatro vitórias e dois empates — ambos com o Botafogo, vice-campeão — conquistou o título da primeira edição da competição.
No Campeonato Brasileiro fez a partida de abertura contra o Santos e foi mal, sofrendo uma derrota por 3–0. Após dez rodadas e nove vitórias consecutivas, assumiu a liderança na competição após vencer a Ferroviária por 2–1, na Fonte Luminosa, em Araraquara. Ao final das 15 rodadas, terminou a participação na primeira fase na quinta posição com 10 vitórias, um empate e quatro derrotas, 23 gols marcados, 14 gols sofridos, um saldo de nove gols e aproveitamento de quase 69 por cento. Nas quartas de final, ainda antes da Copa do Mundo, enfrentou as "Serias da Vila" e duas derrotas — por 3–1 e 4–1 — e a eliminação na competição.
No Campeonato Carioca a estreia foi contra o Pérolas Negras e vitória por 4–1. Após sete rodadas, seis vitórias e um empate, título invicto da Taça Guanabara. Nas semifinais do Campeonato, uma vitória e uma derrota para o Fluminense e um resultado agregado de 2–1. Na final, vitória de 2–1 sobre o Botafogo e o sétimo título nas últimas 10 edições — sendo o mesmo Botafogo vencedor em 2014, 2020 e 2022.
No final da temporada, em dezembro, disputou a Brasil Ladies Cup, mas não se classificou para a final mesmo com duas vitórias e um empate — o Santos foi o classificado no saldo de gols.
Durante a temporada, disputou 39 partidas, sendo 26 vitórias, cinco empates e oito derrotas, com desempenho de 70,9 por cento. Marcou 101 gols e sofreu 39, ficando com saldo de 62 gols.
A artilheira da temporada foi a atacante Crivelari com 18 gols. Seguida por Darlene com 12 gols, Gisseli com nove gols, Duda Francelino e Sole Jaimes com oito gols cada, Jucinara com seis gols, Isadora e Thaísa com cinco gols cada, Gica e Pimenta com quatro gols cada, Leidi e Monalisa com três gols cada e Dudinha, Laysa e Miriam com dois gols cada. Sete futebolistas marcaram um gol cada. Também ocorreram três gols contra a favor do clube.
Na parte disciplinar, foram 86 cartões, sendo todos amarelos: Daiane e Thais Regina com oito cartões cada, Darlene com sete cartões, Kaylaine Souza, Monalisa e Thaísa com seis cartões cada, três jogadoras com quatro cartões cada, três jogadoras com três cartões cada, quatro jogadoras com dois cartões cada e nove jogadoras com um cartão cada. Na comissão técnica, o preparador físico Saulo de Almeida Silva tem dois cartões; o médico Diogenes de Souza Ferreira Júnior, o treinador Luís Filipe, a fisioterapeuta Thais Ortiz de Oliveira e a auxiliar técnica Thays Guimarães da Silva tem um cartão amarelo cada.

## Elenco
Este foi o elenco ao final da temporada:

### Entradas
| Jogador      | Pos. | Clube anterior | Ref.        |
| ------------ | ---- | -------------- | ----------- |
| Karol Alves  | G    | Bragantino     | [ 5 ]       |
| Gaby Louvain | M    | Botafogo       | [ 6 ] [ 7 ] |
| Tuca         | A    | São Bernardo   | [ 8 ]       |
| Agustina     | Z    | Palmeiras      | [ 9 ]       |

### Saídas
| Jogador  | Pos. | Clube de destino | Ref.   |
| -------- | ---- | ---------------- | ------ |
| Kelly    | G    | Botafogo         | [ 10 ] |
| Agustina | Z    | UDG Tenerife     | [ 11 ] |
| Leidiane | M    | Fleury 91        | [ 12 ] |

### Empréstimos
| Jogador | Pos. | Clube de origem | Período | Ref. |
| ------- | ---- | --------------- | ------- | ---- |

### Emprestados
| Jogador | Pos. | Clube de destino | Período | Ref. |
| ------- | ---- | ---------------- | ------- | ---- |

Legenda
| - – jogadores que retornam de empréstimo | - – jogadores emprestados |

## Fatos marcantes

### Transferências

#### Entradas

##### Karol Alves
Em 3 de janeiro, o Rubro-Negro anunciou o terceiro reforço desta temporada — o primeiro anunciado neste ano. A goleira Karol Alves. A atleta fez parte da equipe do Bragantino na temporada passada. Nascida em Baixo Guandu, no Espírito Santo, já passou pelas equipes de América Mineiro, Ipatinga e Audax e pelo ŽNK Split, da Croácia. No retorno ao Brasil, integrou a equipe do Bragantino, antes de se transferir para o Flamengo.
| “                             | Minhas expectativas são as melhores. Quero vestir o Manto com muito orgulho e respeito. Pretendo mostrar o meu melhor e almejo alcançar metas e buscar títulos pro Mengão e pra nossa torcida. | ” |
| — Karol Alves, em entrevista, | |   |

##### Gaby Louvain
Também em 3 de janeiro, o clube anunciou a quarto reforço e segundo deste ano: a meia Gaby Louvain. Destaque da Seleção Brasileira Sub-17 e com passagem pela Sub-20, a atleta é meia de origem, mas também atua como volante.
| “                              | Será uma honra defender o Flamengo. Além de toda tradição que o clube tem, o projeto para a nossa modalidade está crescendo muito. Chego para somar em um elenco talentoso e sei do tamanho da responsabilidade que é vestir o Manto Sagrado. Darei o meu melhor para estar à altura e pretendo trazer alegrias para a Nação. | ” |
| — Gaby Louvain, em entrevista, | |   |

##### Tuca
Em 11 de janeiro, mais uma contratação anunciada pelo Flamengo — quinto reforço e terceira contratação deste ano: a atacante Tuca, ex-futebolista do São Bernardo. Na temporada anterior, foi o destaque do agora ex-clube, no Campeonato Paulista. A futebolista é ambidestra e nasceu em uma família de rubro-negros, teve passagem pelo Florianópolis — seu clube formador — Avaí/Kindermann, Napoli e Marcílio Dias.
| “                                                               | Estou feliz demais pelo acerto e muito motivada. Vou agarrar essa oportunidade com muita dedicação porque estar no Mengão é a realização de um sonho de infância. A ficha só está caindo agora. É uma honra fazer parte do clube e venho pronta para ajudar e aprender. Quero conquistar muitos títulos com o Manto Sagrado e prometo fazer de tudo pra conseguir. | ” |
| — Tuca, em entrevista, muito emocionada com a chegada ao clube, | |   |

##### Agustina
Anúncio

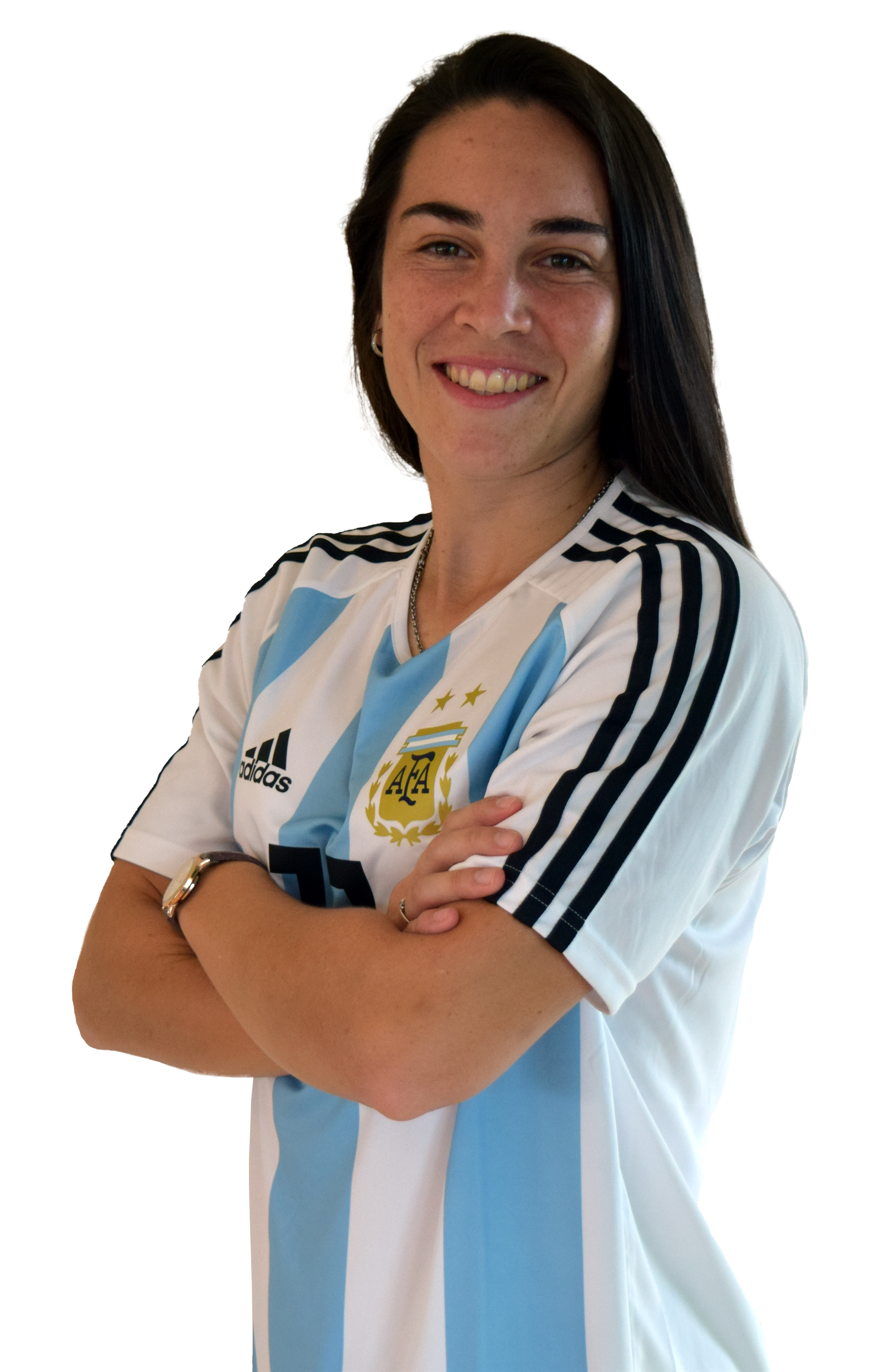
Agustina, em 2018, com a camisa da Seleção Argentina.

Em 17 de janeiro, o Flamengo anunciou contratação da zagueira argentina Agustina Barroso — sexto reforço e quarta contratação deste ano. Nome presente nas convocações da Seleção Argentina, a atleta chegou ao Rio de Janeiro, realizou os exames médicos e se integrou imediatamente a equipe que está realizando a sua preparação no sul do Estado do Rio de Janeiro. Pela Seleção, já disputou três vezes a Copa América e os Jogos Pan-Americanos, além de duas vezes a Copa do Mundo FIFA. A defensora usará, no clube, a camisa 22.
| “                                               | É uma felicidade imensa fazer parte do Flamengo. Fico até sem palavras pra descrever o que estou sentindo nesse momento. Sei da responsabilidade que é vestir o Manto Sagrado, mas me sinto confiante e preparada. Nosso elenco é bastante qualificado e eu chego pra ajudar ainda mais. As meninas me receberam muito bem e vamos trabalhar juntas pra colocar o clube no topo da modalidade. | ” |
| — Agustina, em entrevista, na chegada ao clube, | |   |

Seleção do Ano da América
Em 23 de janeiro, a Federação Internacional de História e Estatísticas do Futebol (IFFHS) divulgou a Seleção de 2022 da América do Sul. A zagueira — contratada há poucos dias pelo Rubro-Negro — está na lista das onze atletas escolhidas, pela primeira vez.
| “                                                                        | Estou muito feliz. Sendo bem sincera, eu não esperava estar no onze ideal da CONMEBOL, foi uma grande surpresa. Isso me motiva a continuar trabalhando e melhorando cada vez mais. Quando vi meu nome lá, cheguei a conclusão que tive ótimos momentos no ano passado. Agora, tenho que manter o foco para fazer uma temporada excelente pelo Flamengo. | ” |
| — Agustina falando sobre a notícia de estar na Seleção de 2022 da IFFHS, | |   |

#### Saídas

##### Kelly

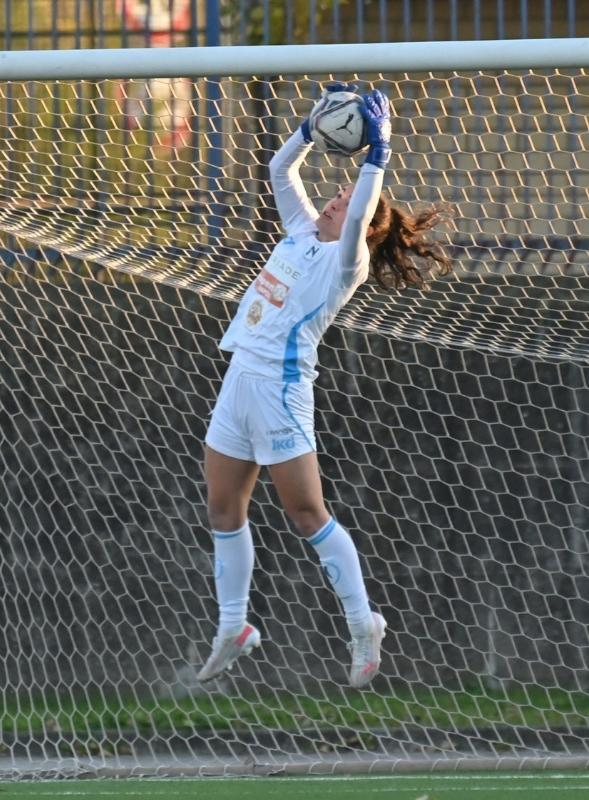
Kelly na temporada 2021–22, atuando pela equipe feminina italiana S.S.D. Napoli.

Em 13 de abril, o Botafogo oficializou a contratação da goleira Kelly. A atleta — nascida no Canadá, mas com cidadania italiana — é mais um reforço para a equipe que vai disputar a Séria A2 do Brasileiro Feminino. O contrato assinado entre a jogadora e o clube é válido até junho deste ano, podendo ser prorrogado.

##### Agustina

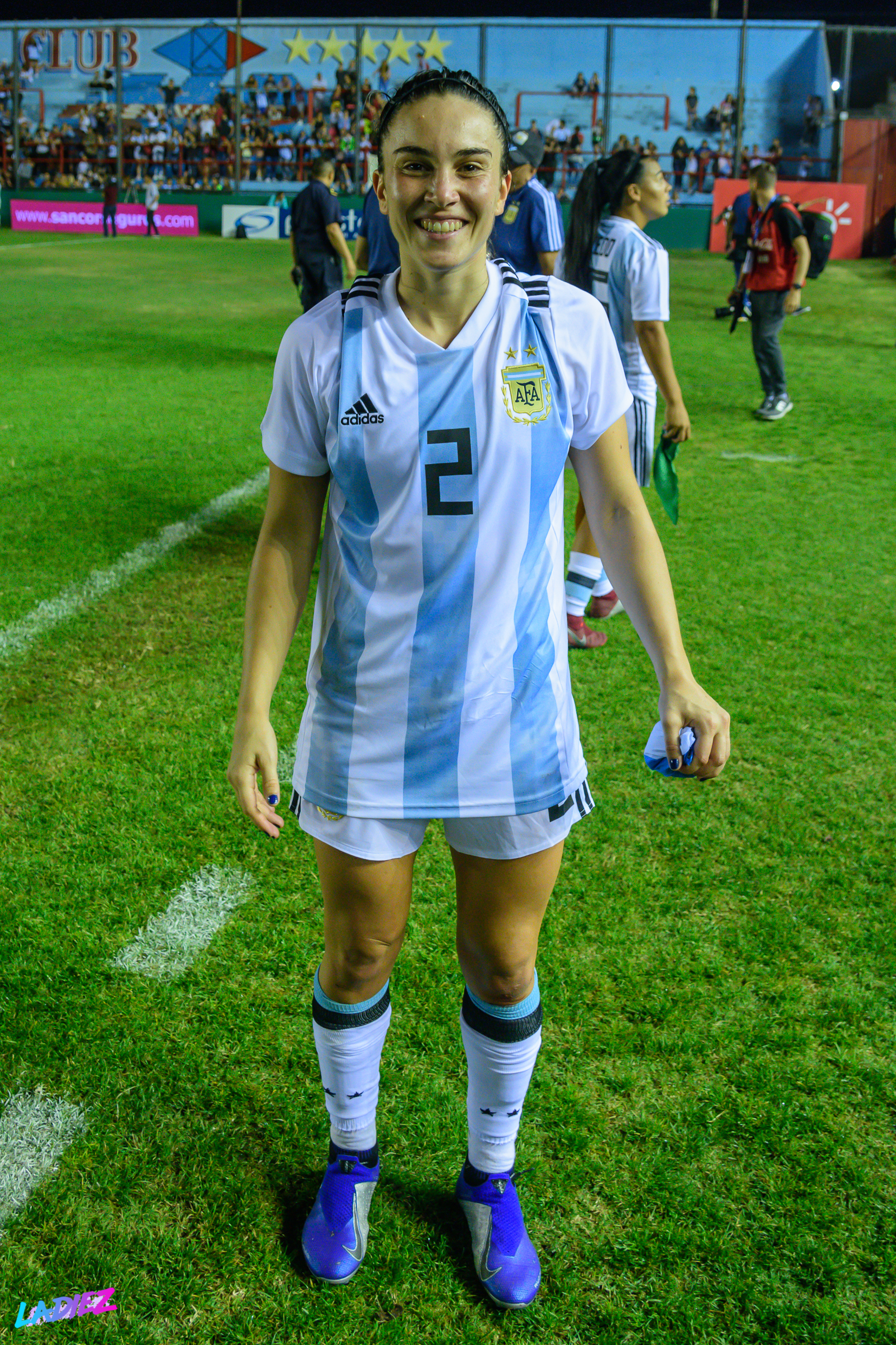
Agustina na partida entre as seleções da Argentina e do Panamá, em 2018.

Em 7 de julho, após o término da participação do clube no Campeonato Brasileiro, a zagueira Agustina Barroso deixou o clube e se transferiu para o UDG Tenerife, das Ilhas Canárias, que disputa a "Liga F", primeira divisão do futebol feminino da Espanha.
| “                                                | Estou muito feliz por me juntar à família UDG Tenerife, é um grande prazer poder integrar esta equipe altamente qualificada e espero que juntos possamos alcançar os nossos objetivos. Meu agradecimento a todas as pessoas que tornaram possível minha chegada ao clube. | ” |
| — Agustina, sobre a sua chegada ao UDG Tenerife, | |   |

##### Leidiane
Em 30 de agosto, o Flamengo anunciou a venda da meia-atacante Leidiane para o futebol feminino do Fleury 91, da França. A venda também é um marco importante para o clube, já que é a primeira venda internacional de uma futebolista do clube e ainda mais para o mercado europeu. A atleta — que chegou no Rubro-Negro no final de 2021 — atuou nos últimos 18 meses em 48 jogos e marcou 20 gols. O clube francês também anunciou em suas redes sociais oficiais a contratação da jogadora.
| “                          | É uma coisa nova pra mim porque sempre joguei no Brasil e felizmente aconteceu pra fazer história, sendo a primeira negociação do Flamengo para o exterior. Estou muito feliz com isso, acredito que é um grande passo na minha carreira, espero crescer, amadurecer e evoluir. As expectativas são as melhores possíveis. É um clube novo, idioma novo, pessoas novas, tem a questão da adaptação mas está correndo tudo bem. É um desafio que topei enfrentar e só vai somar na minha carreira. | ” |
| — Leidiane, em entrevista, | |   |

### Competições

#### Supercopa do Brasil
Premiação

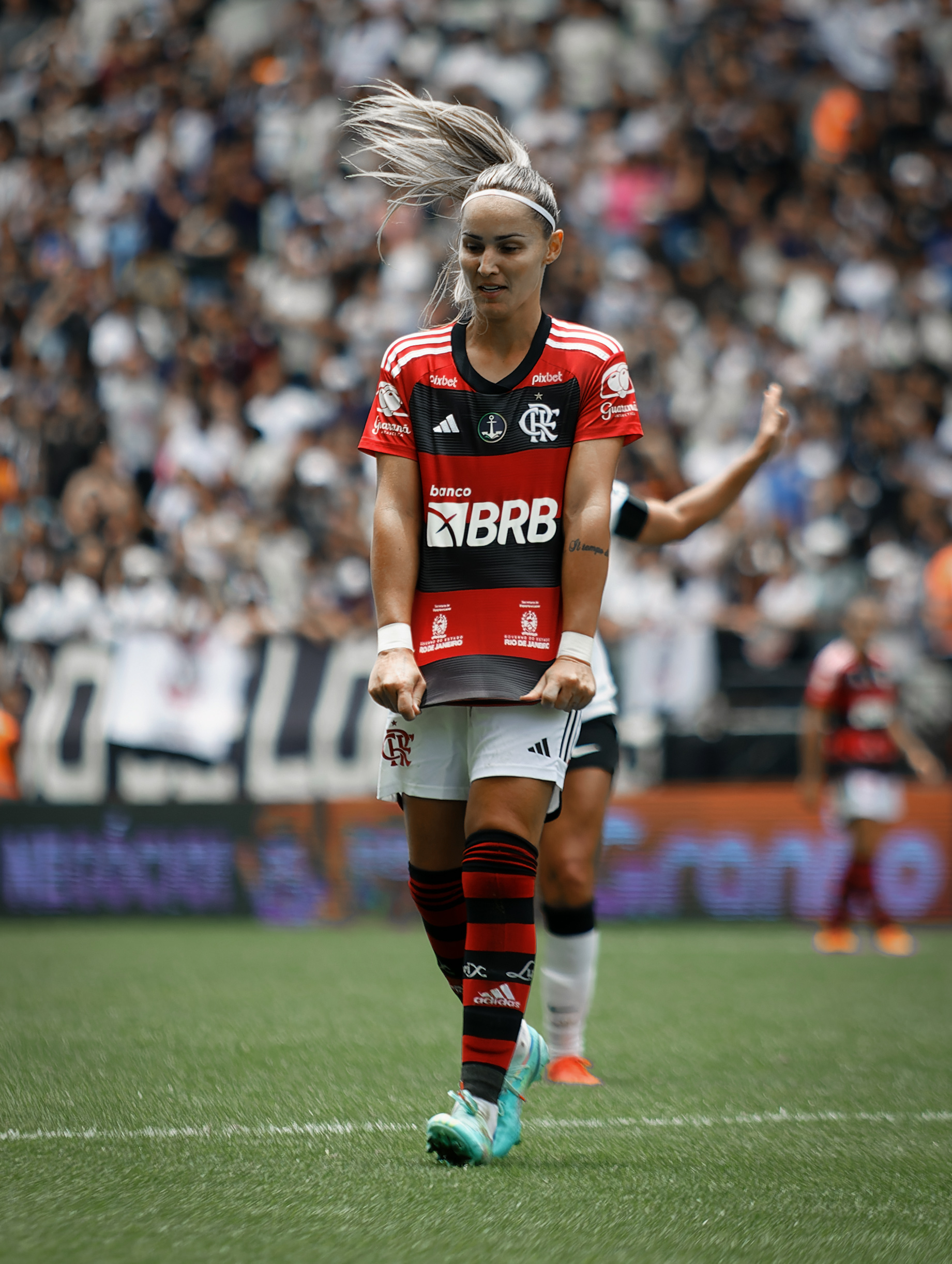
Crivelari, na final.

Em 2 de fevereiro, a CBF anunciou a premiação da Supercopa. O campeão da competição receberá 500 mil reais, enquanto a equipe vice-campeã receberá 300 mil reais. Na edição anterior, em 2022, não houve premiação para os clubes.
Crítica de Tamires ao Luso-Brasileiro
Após a vitória do Corinthians, por 4–1, na final da competição, a atacante Tamires — capitã das "Brabas", como são chamadas as atletas do clube paulista — em entrevista, criticou o Flamengo por colocar as atletas do futebol feminino do clube para disputar as partidas das fases anteriores no campo do estádio Luso-Brasileiro, que está em condições precárias.
| “                                                                       | Uma coisa eu queria falar, especialmente para o Flamengo, eu acho que o Flamengo está construindo sua equipe agora. Conheço todas as meninas desse time, todas batalham muito e para mim não pode, com a camisa que o Flamengo tem, colocar essas meninas para jogar uma semifinal no campo que jogaram. O Flamengo tem que rever muito mais. | ” |
| — Capitã do Corinthians, Tamires, após a vitória na final da Supercopa, | |   |

#### Campeonato Brasileiro
Tabela básica, RGC e PGA
Em 2 de fevereiro, a CBF divulgou a tabela básica da competição, com as datas programadas para os confrontos até a 15.ª rodada. A primeira rodada começará em 24 de fevereiro, uma sexta-feira e a 15.ª e última rodada está programada para acontecer entre 9 a 12 de junho. A entidade também publicou o "Regulamento Específico da Competição" (RGC) e o "Plano Geral de Ação" (PGA).
Tal como a edição de 2022, a primeira fase será realizada por pontos corridos entre as 16 equipe participantes, ou seja, em 15 rodadas. As oito melhores equipes avançam para as quartas de final, em partidas de ida e volta, em mata-mata, até a final. Com a Copa do Mundo disputada este ano, a competição fará uma pausa entre as quartas de final e semifinais, que começam em 26 de agosto. As finais também já tem datas pré-definidas: 10 e 17 de setembro.
Mais partidas com VAR
A Comissão de Arbitragem da CBF, após críticas sobre a diferença de qualidade da arbitragem de competições femininas, anunciou que mais partidas dessas competições terão o uso do árbitro assistente de vídeo (VAR), em 2023. No Campeonato Brasileiro, o uso da tecnologia acontecerá nas quartas de final. Na edição anterior, apenas semifinais e finais contaram com a tecnologia.
Tabela das 10 primeiras rodadas
Em 16 de fevereiro, a CBF liberou a tabela detalhada das dez primeiras rodadas da Séria A1 do Brasileirão Feminino Neoenergia 2023 — a CBF vendeu os direitos de nome da competição. A primeira partida será entre Santos e Flamengo, em 24 de fevereiro, às 20 horas, na Vila Belmiro.
Abertura da competição
Santos e Flamengo, em 24 de fevereiro, às 20 horas, na Vila Belmiro, fizeram a abertura do Campeonato Brasileiro, com entrada gratuita. O canal de televisão por assinatura SporTV fez a transmissão e alguns portais — como o ge e Portal UOL — acompanharam a partida, em tempo real.
As "Sereias da Vila" venceram as "Meninas da Gávea", com gols de Fabi Simões, Thaisinha — no primeiro tempo — e Cristiane — no início da etapa final. A partida foi marcada por alguns erros de arbitragem determinantes para o resultado da partida. Thaisinha estava em posição de impedimento ao receber a bola e marcar o segundo gol. Outro erro grave, foi a não marcação de um pênalti no início da partida, quando a futebolista Thaísa colocou a mão na bola dentro da área do Flamengo. Na competição, o VAR só será utilizado nas fases finais.

#### Copa Rio
Estreia
Será a primeira edição da competição, criada com o objetivo de preparar as equipes cariocas para o início do Brasileirão. As Rubro-Negras fizeram sua estreia, em 18 de fevereiro, contra as Tricolores, no estádio das Laranjeiras, em partida antecipada da terceira rodada e venceu a partida por 1–0. O único gol da partida foi marcada por Crivelari — que entrou na partida no intervalo entre o primeiro e o segundo tempo — aos 15 minutos do segundo tempo, após receber uma cobrança de lateral direta na área e, com um drible de corpo, tirar a adversária da jogada e marcar o gol na meta da goleira Amanda.
Segunda partida
O Flamengo anunciou, orientado pelo Departamento médico (DM), que o time feminino Sub-20 entrará em campo, contra o Botafogo na segunda partida da Copa Rio — em 22 de janeiro, antecipada da 5.ª rodada — já que o time principal está focado na preparação para a primeira partida do Campeonato Brasileiro contra o Santos, em 24 de fevereiro, na Vila Belmiro.
A partida terminou com empate em 0–0, ou seja, sem gols. Conforme previsto, o Sub-20 feminino foi a base do elenco do Flamengo na partida, apenas com o "reforço" de Cida, na zaga, e Darlene, no ataque. No lado das alvinegras, as jogadoras Drika e Thaynara fizeram sua estreia, já que foram contradas para esta temporada. O Botafogo ainda desperdiçou em pênalti, após Lorena derrubar Drika dentro da área — e ser expulsa pelo segundo cartão amarelo. Na cobrança, Mayara Vaz acertou o travessão. O Flamengo aguentou a pessão, no segundo tempo, mesmo com uma jogadora a menos e o placar não saiu do zero.

## Pré-temporada

### Reapresentação
As "Meninas da Gávea" — grupo principal de futebol feminino — se reapresentou, em 4 de janeiro, no Centro de Educação Física Almirante Adalberto Nunes (CEFAN), para o início da pré-tempoarda. O primeiro dia de trabalho começou com uma rápida reunião com a comissão técnica e o staff do clube. Na sequência, as atletas foram dividas em grupos para a realização de exames, testes físicos e outras avaliações.
| “                                                                                               | Hoje fizemos uma apresentação rápida a respeito de alguns objetivos para o ano. Falamos um pouco sobre a pré-temporada e conversamos com as atletas. A meta principal é ter êxito e precisamos do grupo inteiro, assim como foi na conquista da Brasil Ladies Cup. Vamos trabalhar bastante, afinal, o nosso foco é ser campeão. | ” |
| — O "mister" Luís Andrade, que estará mais uma temporada à frente do grupo feminino Rubro-Negro | |   |

### Pinheiral, sul fluminense
Início das atividades
A segunda fase da preparação para a temporada se iniciou, em 16 de janeiro, em Pinheiral, no Vale do Paraíba Fluminense, sul do estado do Rio de Janeiro. As atividades foram realizadas no Centro de treinamento João Havelange.
As jogadoras de linha, trabalharam os passes e as finalizações com o treinador Luís Andrade e a auxiliar técnica Thays Guimarães. As goleiras realizaram atividades específicas com o preparador de goleiras Felipe França.
| “                                                          | Estou muito satisfeito com o nosso primeiro dia aqui em Pinheiral. Ainda temos a semana inteira pela frente, mas deu pra sentir, logo de cara, que as jogadoras estão completamente focadas. Precisamos de todas bem fisicamente e mentalmente para conseguirmos êxito nas metas traçadas. Vamos continuar trabalhando e evoluindo, afinal, temos um compromisso importante no princípio de fevereiro e temos que chegar 100 por cento. | ” |
| — Luís Andrade sobre o início dos trabalhos, em Pinheiral, | |   |

Término das atividades
A equipe feminina terminou, em 22 de janeiro, a segunda fase da preparação para a temporada, realizada, em Pinheiral. A equipe se reapresenta, em 24 de janeiro, no CEFAN, para a sequência dos trabalhos de preparação.
| “                                                                                       | Foi uma semana especial e diferente da nossa rotina. Ficamos muito felizes aqui em Pinheiral e saímos dessa fase com um crescimento nítido na parte física. Precisamos ajustar algumas coisas nos próximos treinos para chegarmos prontas no duelo contra o Ceará, nosso primeiro compromisso oficial em 2023. | ” |
| — A zagueira Daiane, em rápida entrevista, sobre a fase de preparação o sul fluminense, | |   |

### Recuperação de Darlene
A meia-atacante Darlene está recuperada da lesão no ligamento do joelho que sofreu, em março de 2022. Sem atuar desde então, está treinando com a equipe, desde o início da temporada. Ainda ganhando ritmo de jogo, disse, em entrevista, estar enfrentado "a lesão mais difícil de sua carreira". O clube renovou seu contrato até 2025, quando a atleta terá 35 anos. A jogadora está pronta para retornar a atuar nas próximas partidas da Supercopa do Brasil — mesmo que não seja durante os 90 minutos — mas prega a cautela na recuperação e nas expectativas, já que o objetivo é a temporada e não apenas uma partida ou a competição.
| “                         | Não foi fácil. Graças a Deus estou em um grande clube, com ótimos profissionais, e isso ajudou bastante. A recuperação em si foi boa, mas foi muito difícil para mim, porque sou uma pessoa que vive e ama o futebol. Me cobro até hoje e penso "por que isso aconteceu comigo?", mas digo que Deus tem um propósito muito maior na nossa vida. Agora vejo que passou, mas a recuperação demora. É uma das piores lesões que têm no futebol. | ” |
| — Darlene, em entrevista, | |   |

## Treinadores

### Luís Andrade

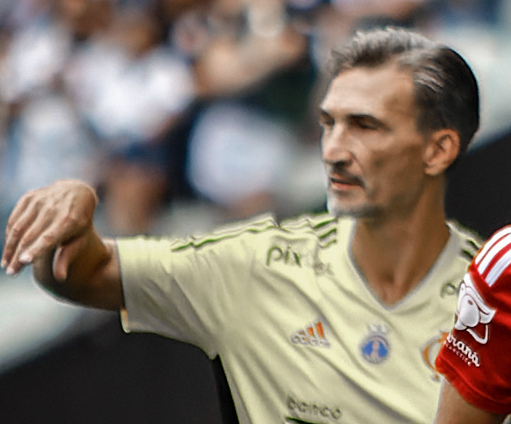
Luís Andrade na final da Supercopa Feminina de 2023 contra o Corinthians.

#### Contratação
Em 8 de dezembro de 2021, o Flamengo anunciou a contratação do treinador português Luís Andrade, do Benfica. O técnico foi contratado para o comando da equipe feminina principal, a partir da temporada de 2022, mas já iniciou os trabalhados na Brasil Ladies Cup de 2021. Era o treinador principal da equipe feminina do Benfica, desde 2019, e conquistou o título da Liga Nacional e da Supertaça. Foram 35 partidas disputadas, com 30 vitórias e 86 por cento de aproveitamento. Ex-futebolista, participou da Seleção Portuguesa que disputou os Jogos Olímpicos de Atlanta 1996 e foi 4.º colocado, ao perder a disputa do terceiro lugar para o Brasil, por 5–0.
| “                                                              | É um orgulho imenso chegar ao Flamengo. Me sinto preparado para este desafio que será importante na minha carreira e sei da responsabilidade de representar mais de 42 milhões de rubro-negros espalhados pelo mundo. Agora, é hora de trabalhar com muito empenho para conduzir o clube ao topo. Vim para conquistar títulos. | ” |
| — Luís Andrade, em entrevista, ao site oficial do Rubro-Negro, | |   |

#### Demissão
Em 26 de junho, após as duas derrotas para o Santos nas quartas de final do Campeonato Brasileiro, o clube demitiu o treinador português Luís Andrade.
| “                                         | O Clube de Regatas do Flamengo informa que Luis Andrade não é mais técnico da equipe profissional de futebol feminino. Agradecemos pelos serviços prestados e desejamos sucesso na sequência da carreira. | ” |
| — Nota oficial do clube sobre a demissão, | |   |

#### Estatísticas
| Temp. | Competição            | Jogos | Vitórias | Empates | Derrotas | Aprov. | Observações       | Ref    |
| ----- | --------------------- | ----- | -------- | ------- | -------- | ------ | ----------------- | ------ |
| 2022  | Total da temporada    | 35    | 22       | 6       | 7        | 68,6%  | Brasil Ladies Cup | [ 37 ] |
| 2023  | Supercopa do Brasil   | 3     | 2        | 0       | 1        | 66,7%  | Vice-campeão      | [ 38 ] |
| 2023  | Campeonato Brasileiro | 17    | 10       | 1       | 6        | 60,8%  | Quartas           | [ 38 ] |
| 2023  | Copa Rio              | 6     | 4        | 2       | 0        | 77,8%  | Campeão           | [ 38 ] |
| 2023  | Total da temporada    | 26    | 16       | 3       | 7        | 65,4%  |                   | [ 38 ] |
| TOTAL | TOTAL                 | 61    | 38       | 9       | 14       | 67,2%  |                   |        |

### Maurício Salgado

#### Acerto
Em 10 de julho, o treinador Maurício Salgado se acertou com o Flamengo. Como ainda comandava o Internacional — o vínculo do técnico iria até o final de 2024 — seria necessário se despedir das jogadoras e do clube e a confirmação ficou para depois do recesso para a Copa do Mundo Feminina.

#### Anúncio
O anúncio oficial da contratação do treinador Maurício Salgado aconteceu em 1 de agosto e o contrato será válido até o final da temporada de 2024.
| “                                                          | É um grande desafio, né? E a expectativa é a mais alta possível. Sei da dimensão que é trabalhar num grande clube como o Flamengo. Estou muito motivado para que a gente conquiste grandes coisas. Todo mundo sabe da qualidade do grupo e da ótima estrutura. Logo na chegada, revi algumas jogadoras e conheci algumas novas. Apresentei nossas ambições e deixei bem claro que confio bastante no trabalho delas. Vamos fazer de tudo pra colocar o Flamengo no topo. | ” |
| — Maurício Salgado em entrevista ao site oficial do clube, | |   |

#### Estatísticas
| Temp. | Competição         | Jogos | Vitórias | Empates | Derrotas | Aprov. | Observações                       | Ref    |
| ----- | ------------------ | ----- | -------- | ------- | -------- | ------ | --------------------------------- | ------ |
| 2023  | Campeonato Carioca | 10    | 8        | 1       | 1        | 83,3%  | Campeão (Taça Guanabara: Campeão) | [ 42 ] |
| 2023  | Brasil Ladies Cup  | 3     | 2        | 1       | 0        | 77,8%  | Grupos                            | [ 42 ] |
| 2023  | Total da temporada | 13    | 10       | 2       | 1        | 82,1%  |                                   | [ 42 ] |

## Competições
Esse é o resumo das participações em competições na temporada:
| Competição            | Competição            | Pos/Fase     | PG | J  | V  | E | D | GP  | GC | SG  | %    | Penalizado com cartão amarelo | Expulso | 1.ª part. | Última | F. inicial | Ref.   |
| --------------------- | --------------------- | ------------ | -- | -- | -- | - | - | --- | -- | --- | ---- | ----------------------------- | ------- | --------- | ------ | ---------- | ------ |
| Supercopa do Brasil   | Supercopa do Brasil   | Vice-campeão | –  | 3  | 2  | 0 | 1 | 14  | 6  | +8  | 66,7 | 6                             | 0       | 5 fev     | 12 fev | quartas    | [ 43 ] |
| Campeonato Brasileiro | Campeonato Brasileiro | Quartas      | 31 | 17 | 10 | 1 | 6 | 25  | 21 | +4  | 60,8 | 40                            | 0       | 24 fev    | 25 jun | 1.ª fase   | [ 44 ] |
| Campeonato Carioca    | Campeonato Carioca    | Campeão      | –  | 3  | 2  | 0 | 1 | 4   | 2  | +2  | 66,7 | 8                             | 0       | 24 set    | 19 nov | Taça GB    | [ 45 ] |
|                       | Taça Guanabara        | Campeão      | 19 | 7  | 6  | 1 | 0 | 42  | 4  | +38 | 90,5 | 16                            | 0       | 24 set    | 3 nov  | —          | [ 45 ] |
| Copa Rio              | Copa Rio              | Campeão      | 14 | 6  | 4  | 2 | 0 | 9   | 2  | +7  | 77,8 | 12                            | 0       | 18 fev    | 8 abr  | —          | [ 46 ] |
| Brasil Ladies Cup     | Brasil Ladies Cup     | Grupos       | 7  | 3  | 2  | 1 | 0 | 7   | 4  | +3  | 77,8 | 0                             | 0       | 4 dez     | 8 dez  | grupos     | [ 47 ] |
| TOTAL                 |                       |              |    |    |    |   |   |     |    |     |      |                               |         |           |        |            |        |
| Total da temporada    | Total da temporada    |              | –  | 39 | 26 | 5 | 8 | 101 | 39 | +62 | 70,9 | 82                            | 0       | 5 fev     | 8 dez  | —          |        |

### Supercopa do Brasil

#### Tabela
Em itálico, as equipes que possuiram o mando de campo no confronto e, em negrito, as equipes classificadas.
|  | Quartas de final                     | Quartas de final                 |                                     |    | Semifinal | Semifinal |  |  | Final | Final |
|  |                                      |                                  |                                     |    |           |           |  |  |       |       |
|  | 4 de fevereiro – Beira-Rio           |                                  |                                     |    |           |           |  |  |       |       |
|  |                                      |                                  |                                     |    |           |           |  |  |       |       |
|  | Internacional                        | 5                                |                                     |    |           |           |  |  |       |       |
|  | Internacional                        | 5                                | 9 de fevereiro – Neo Química Arena  |    |           |           |  |  |       |       |
|  | Athletico Paranaense                 | 1                                |                                     |    |           |           |  |  |       |       |
|  | Athletico Paranaense                 | 1                                | Internacional                       | 1  |           |           |  |  |       |       |
|  | 5 de fevereiro – Distrital do Inamar |                                  | Internacional                       | 1  |           |           |  |  |       |       |
|  |                                      | Corinthians                      | 2                                   |    |           |           |  |  |       |       |
|  | Corinthians                          | Corinthians                      | 2                                   | 1  |           |           |  |  |       |       |
|  | Corinthians                          |                                  | 12 de fevereiro – Neo Química Arena | 1  |           |           |  |  |       |       |
|  | Atlético Mineiro                     | 0                                |                                     |    |           |           |  |  |       |       |
|  | Atlético Mineiro                     | 0                                | Corinthians                         | 4  |           |           |  |  |       |       |
|  | 4 de fevereiro – Serejão             |                                  | Corinthians                         | 4  |           |           |  |  |       |       |
|  |                                      | Flamengo                         | 1                                   |    |           |           |  |  |       |       |
|  | Real Brasília                        | Flamengo                         | 1                                   | 2  |           |           |  |  |       |       |
|  | Real Brasília                        | 8 de fevereiro – Luso-Brasileiro |                                     | 2  |           |           |  |  |       |       |
|  | Avaí/Kindermann                      | 1                                |                                     |    |           |           |  |  |       |       |
|  | Avaí/Kindermann                      | 1                                | Real Brasília                       | 2  |           |           |  |  |       |       |
|  | 5 de fevereiro – Luso-Brasileiro     |                                  | Real Brasília                       | 2  |           |           |  |  |       |       |
|  |                                      | Flamengo                         | 3                                   |    |           |           |  |  |       |       |
|  | Flamengo                             | Flamengo                         | 3                                   | 10 |           |           |  |  |       |       |
|  | Flamengo                             |                                  |                                     | 10 |           |           |  |  |       |       |
|  | Ceará                                | 0                                |                                     |    |           |           |  |  |       |       |
|  | Ceará                                | 0                                |                                     |    |           |           |  |  |       |       |

#### Quartas de final
Fonte: 
| 5 de fevereiro | Flamengo | 10 – 0          | Ceará | Rio de Janeiro                                             |  |
| 10:30          | Sole Jaimes 2' · Crivelari 8', 66', 83' · Maria Alves 20' · Duda Francelino 29', 39' · Thaísa 74' · Gica 88' (pen) · Jucinara 90+2' | Súmula (CBF) ge |       | Estádio: Luso-Brasileiro Árbitra: SC Charly Deretti (FIFA) |  |

#### Semifinal
Fonte: 
| 8 de fevereiro | Flamengo                                                          | 3 – 2           | Real Brasília            | Rio de Janeiro                                                  |  |
| 21:30          | Duda Francelino 42' · Rafaela Soares 46' (g.c.) · Sole Jaimes 56' | Súmula (CBF) ge | Karla 8' · Gabrielly 60' | Estádio: Luso-Brasileiro Árbitra: MG Andreza de Siqueira (FIFA) |  |

#### Final
Fonte: 
|  | Corinthians |  | Flamengo |  |

| G            | 12 | Lelê            |     |     |
| LD           | 6  | Belinha         |     | 82' |
| Z            | 3  | Tarciane        |     |     |
| Z            | 74 | Andressa        |     |     |
| LE           | 71 | Yasmim          |     | 73' |
| V            | 8  | Diany           |     | 65' |
| V            | 28 | Ju Ferreira     |     |     |
| M            | 17 | Vic Albuquerque |     | 65' |
| A            | 18 | Gabi Portilho   |     |     |
| A            | 14 | Millene         | 37' | 73' |
| A            | 37 | Tamires         |     |     |
| Reservas:    |    |                 |     |     |
| G            | 1  | Tainá           |     |     |
| LD           | 2  | Katiuscia       |     | 82' |
| LD           | 13 | Carol Tavares   |     |     |
| V            | 5  | Luana           |     |     |
| V            | 55 | Gabi Morais     |     | 65' |
| M            | 7  | Grazi           |     |     |
| M            | 11 | Liana Salazar   |     | 65' |
| M            | 20 | Mariza          |     |     |
| A            | 30 | Jaqueline       | 79' | 73' |
| A            | 9  | Jheniffer       |     | 73' |
| A            | 77 | Carol Nogueira  |     |     |
| A            | 22 | Fernandinha     |     |     |
| Treinador:   |    |                 |     |     |
| Arthur Elias |    |                 |     |     |

| G            | 1  | Bárbara         |       |     |
| LD           | 2  | Monalisa        |       | 46' |
| Z            | 3  | Daiane          |       |     |
| Z            | 27 | Thais Regina    | 45+1' |     |
| Z            | 81 | Jucinara        |       |     |
| V            | 5  | Kaylane Melo    |       | 43' |
| V            | 17 | Thaísa          |       | 46' |
| M            | 10 | Duda Francelino |       |     |
| A            | 9  | Maria Alves     | 18'   | 60' |
| A            | 19 | Crivelari       |       |     |
| A            | 99 | Sole Jaimes     | 41'   |     |
| Reservas:    |    |                 |       |     |
| G            | 23 | Karol Alves     |       |     |
| LD           | 94 | Rayanne         |       | 46' |
| Z            | 22 | Agustina        |       | 46' |
| LE           | 6  | Gisseli         |       |     |
| V            | 8  | Cris            |       |     |
| M            | 11 | Leidi           |       |     |
| M            | 18 | Louvain         |       |     |
| M            | 32 | Duda Rodrigues  |       |     |
| M            | 35 | Kaylaine Souza  |       | 43' |
| A            | 7  | Darlene         |       |     |
| A            | 21 | Gica            |       | 60' |
| A            | 33 | Tuca            |       |     |
| Treinador:   |    |                 |       |     |
| Luis Andrade |    |                 |       |     |

| G            | 12 | Lelê            |     |     |
| LD           | 6  | Belinha         |     | 82' |
| Z            | 3  | Tarciane        |     |     |
| Z            | 74 | Andressa        |     |     |
| LE           | 71 | Yasmim          |     | 73' |
| V            | 8  | Diany           |     | 65' |
| V            | 28 | Ju Ferreira     |     |     |
| M            | 17 | Vic Albuquerque |     | 65' |
| A            | 18 | Gabi Portilho   |     |     |
| A            | 14 | Millene         | 37' | 73' |
| A            | 37 | Tamires         |     |     |
| Reservas:    |    |                 |     |     |
| G            | 1  | Tainá           |     |     |
| LD           | 2  | Katiuscia       |     | 82' |
| LD           | 13 | Carol Tavares   |     |     |
| V            | 5  | Luana           |     |     |
| V            | 55 | Gabi Morais     |     | 65' |
| M            | 7  | Grazi           |     |     |
| M            | 11 | Liana Salazar   |     | 65' |
| M            | 20 | Mariza          |     |     |
| A            | 30 | Jaqueline       | 79' | 73' |
| A            | 9  | Jheniffer       |     | 73' |
| A            | 77 | Carol Nogueira  |     |     |
| A            | 22 | Fernandinha     |     |     |
| Treinador:   |    |                 |     |     |
| Arthur Elias |    |                 |     |     |

| G            | 1  | Bárbara         |       |     |
| LD           | 2  | Monalisa        |       | 46' |
| Z            | 3  | Daiane          |       |     |
| Z            | 27 | Thais Regina    | 45+1' |     |
| Z            | 81 | Jucinara        |       |     |
| V            | 5  | Kaylane Melo    |       | 43' |
| V            | 17 | Thaísa          |       | 46' |
| M            | 10 | Duda Francelino |       |     |
| A            | 9  | Maria Alves     | 18'   | 60' |
| A            | 19 | Crivelari       |       |     |
| A            | 99 | Sole Jaimes     | 41'   |     |
| Reservas:    |    |                 |       |     |
| G            | 23 | Karol Alves     |       |     |
| LD           | 94 | Rayanne         |       | 46' |
| Z            | 22 | Agustina        |       | 46' |
| LE           | 6  | Gisseli         |       |     |
| V            | 8  | Cris            |       |     |
| M            | 11 | Leidi           |       |     |
| M            | 18 | Louvain         |       |     |
| M            | 32 | Duda Rodrigues  |       |     |
| M            | 35 | Kaylaine Souza  |       | 43' |
| A            | 7  | Darlene         |       |     |
| A            | 21 | Gica            |       | 60' |
| A            | 33 | Tuca            |       |     |
| Treinador:   |    |                 |       |     |
| Luis Andrade |    |                 |       |     |

### Campeonato Brasileiro

#### Primeira fase

##### Classificação
| Pos. | Equipes              | Pts. | J  | V  | E | D  | GP | GC | SG  | %  | M       | Classificação ou rebaixamento             |
| ---- | -------------------- | ---- | -- | -- | - | -- | -- | -- | --- | -- | ------- | ----------------------------------------- |
| 1    | Corinthians          | 37   | 15 | 12 | 1 | 2  | 53 | 8  | +45 | 82 | Estável | Zona de classificação para a segunda fase |
| 2    | Palmeiras            | 33   | 15 | 11 | 2 | 2  | 48 | 14 | +34 | 77 | Estável | Zona de classificação para a segunda fase |
| 3    | Ferroviária          | 34   | 15 | 11 | 1 | 3  | 38 | 16 | +22 | 75 | Estável | Zona de classificação para a segunda fase |
| 4    | Santos               | 32   | 15 | 10 | 2 | 3  | 32 | 10 | +22 | 71 | Estável | Zona de classificação para a segunda fase |
| 5    | Flamengo             | 31   | 15 | 10 | 1 | 4  | 23 | 14 | +9  | 68 | 1       | Zona de classificação para a segunda fase |
| 6    | Internacional        | 28   | 15 | 9  | 1 | 5  | 25 | 16 | +9  | 62 | 1       | Zona de classificação para a segunda fase |
| 7    | São Paulo            | 25   | 15 | 7  | 4 | 4  | 27 | 13 | +14 | 55 | Estável | Zona de classificação para a segunda fase |
| 8    | Cruzeiro             | 22   | 15 | 6  | 4 | 5  | 36 | 26 | +10 | 48 | Estável | Zona de classificação para a segunda fase |
| 9    | Grêmio               | 19   | 15 | 6  | 1 | 8  | 16 | 22 | –5  | 42 | Estável | Eliminados na primeira fase               |
| 10   | Avaí/Kindermann      | 19   | 15 | 6  | 1 | 8  | 25 | 33 | –8  | 45 | Estável | Eliminados na primeira fase               |
| 11   | Real Brasília        | 17   | 15 | 5  | 2 | 8  | 16 | 24 | –8  | 37 | Estável | Eliminados na primeira fase               |
| 12   | Atlético Mineiro     | 16   | 15 | 5  | 1 | 9  | 17 | 23 | –6  | 35 | Estável | Eliminados na primeira fase               |
| 13   | Bahia                | 13   | 15 | 4  | 1 | 10 | 25 | 33 | –9  | 28 | Estável | Zona de rebaixamento à Série A2 2024      |
| 14   | Athletico Paranaense | 10   | 15 | 3  | 1 | 11 | 15 | 33 | –18 | 22 | Estável | Zona de rebaixamento à Série A2 2024      |
| 15   | Real Ariquemes       | 9    | 15 | 3  | 0 | 12 | 10 | 54 | –44 | 20 | Estável | Zona de rebaixamento à Série A2 2024      |
| 16   | Ceará                | 1    | 15 | 0  | 1 | 14 | 7  | 74 | –67 | 2  | Estável | Zona de rebaixamento à Série A2 2024      |

Critérios de ordenação: 1. Pontos ganhos / 2. Vitórias / 3. Saldo de gols / 4. Gols pró (gols marcados) / 5. Cartões vermelhos e amarelos
Última atualização: 12 de junho

##### Desempenho em cada rodada
Esse foi o desempenho da participação no Campeonato Brasileiro:
| Primeira fase | Primeira fase | Primeira fase | Primeira fase | Primeira fase | Primeira fase | Primeira fase | Primeira fase | Primeira fase | Primeira fase | Primeira fase | Primeira fase | Primeira fase | Primeira fase | Primeira fase | Primeira fase |
| Rodadas       | 1             | 2             | 3             | 4             | 5             | 6             | 7             | 8             | 9             | 10            | 11            | 12            | 13            | 14            | 15            |
| ------------- | ------------- | ------------- | ------------- | ------------- | ------------- | ------------- | ------------- | ------------- | ------------- | ------------- | ------------- | ------------- | ------------- | ------------- | ------------- |
| Local         | V             | M             | V             | M             | V             | M             | V             | M             | M             | V             | M             | V             | M             | V             | M             |
| Resultado     | 0–3           | 3–0           | 2–0           | 1–0           | 6–0           | 1–0           | 1–0           | 1–0           | 2–0           | 2–1           | 1–1           | 1–3           | 0–1           | 0–4           | 2–1           |
| Colocação     | 14            | 9             | 4             | 3             | 3             | 3             | 3             | 2             | 2             | 1             | 2             | 2             | 2             | 6             | 5             |

Local:      Mandante ·      Visitante ·      Clássico — Resultado:      Vitória ·      Derrota ·      Empate
Colocação: conforme a legenda da classificação do Campeonato. Em destaque, a melhor colocação.
Última atualização: 13 de junho

##### Partidas
Fonte: 
| 24 de fevereiro 1.ª rodada | Santos                                            | 3 – 0                         | Flamengo | Santos                                                                                 |  |
| 20:00                      | Fabi Simões 22' · Thaisinha 45+2' · Cristiane 54' | Súmula (CBF) Borderô (CBF) ge |          | Estádio: Vila Belmiro Público: 3 683 Renda: R$ 0,00 Árbitra: SP Marianna Nanni Batalha |  |

| 5 de março 2.ª rodada | Flamengo                                             | 3 – 0                         | Avaí/Kindermann | Rio de Janeiro                                                             |  |
| 20:00                 | Sole Jaimes 2' · Duda Francelino 54' · Crivelari 64' | Súmula (CBF) Borderô (CBF) ge |                 | Estádio: Luso-Brasileiro Renda: R$ 0,00 Árbitro: RJ Alan Trindade da Silva |  |

| 12 de março 3.ª rodada | Real Ariquemes | 0 – 2                         | Flamengo                        | Porto Velho                                                                         |  |
| 15:30                  |                | Súmula (CBF) Borderô (CBF) ge | Crivelari 15' · Sole Jaimes 42' | Estádio: Aluizão Público: 720 Renda: R$ 19 325,00 Árbitro: RO Jonathan Antero Silva |  |

| 17 de março 4.ª rodada | Flamengo      | 1 – 0           | Atlético Mineiro | Rio de Janeiro                                          |  |
| 20:00                  | Crivelari 28' | Súmula (CBF) ge |                  | Estádio: Luso-Brasileiro Árbitro: RJ Alex Gomes Stefano |  |

| 26 de março 5.ª rodada | Ceará | 0 – 6                      | Flamengo                                                              | Fortaleza                                                                                           |  |
| 15:00                  |       | Súmula (CBF) Borderô (CBF) | Darlene 4', 53' · Crivelari 22', 42' · Sole Jaimes 45+1' · Thaísa 63' | Estádio: Presidente Vargas Renda: R$ 0,00 Árbitra: CE Elizabete Esmeralda Cordeiro dos Santos Gomes |  |

| 31 de março 6.ª rodada | Flamengo        | 1 – 0           | Athletico Paranaense | Rio de Janeiro                                               |  |
| 21:00                  | Sole Jaimes 90' | Súmula (CBF) ge |                      | Estádio: Luso-Brasileiro Árbitro: RJ Matheus Carneiro Torres |  |

| 17 de abril 7.ª rodada | Grêmio | 0 – 1                         | Flamengo   | Eldorado do Sul                                                                |  |
| 16:15                  |        | Súmula (CBF) Borderô (CBF) ge | Thaísa 71' | Estádio: Airton Ferreira da Silva Renda: R$ 0,00 Árbitra: RS Andressa Hartmann |  |

| 22 de abril 8.ª rodada | Flamengo       | 1 – 0           | Bahia | Rio de Janeiro                               |  |
| 11:00                  | Sole Jaimes 8' | Súmula (CBF) ge |       | Estádio: Gávea Árbitro: RJ João Ennio Sobral |  |

| 29 de abril 9.ª rodada | Flamengo                       | 2 – 0        | Real Brasília | Rio de Janeiro                                |  |
| 11:00                  | Crivelari 5' · Sole Jaimes 18' | Súmula (CBF) |               | Estádio: Gávea Árbitro: RJ Alex Gomes Stefano |  |

| 7 de maio 10.ª rodada | Ferroviária | 1 – 2           | Flamengo                        | Araraquara                                                     |  |
| 16:00                 | Aline 61'   | Súmula (CBF) ge | Crivelari 45+3' · Darlene 90+5' | Estádio: Fonte Luminosa Árbitro: SP Guilherme Nunes de Santana |  |

| 15 de maio 11.ª rodada | Flamengo     | 1 – 1                         | São Paulo | Rio de Janeiro                                                                     |  |
| 17:30                  | Crivelari 2' | Súmula (CBF) Borderô (CBF) ge | Duda 61'  | Estádio: Luso-Brasileiro Renda: R$ 0,00 Árbitra: RJ Rejane Caetano da Silva (FIFA) |  |

| 22 de maio 12.ª rodada | Cruzeiro                                                | 3 – 1                         | Flamengo   | Belo Horizonte                                                                               |  |
| 17:30                  | Fernanda Tipa 4' · Carol Baiana 31' · Byanca Brasil 75' | Súmula (CBF) Borderô (CBF) ge | Thaísa 19' | Estádio: Alterosas Público: 146 Renda: R$ 0,00 Árbitra: MG Andreza Helena de Siqueira (FIFA) |  |

| 26 de maio 13.ª rodada | Flamengo | 0 – 1                                           | Palmeiras         | Rio de Janeiro                                                           |  |
| 21:30                  |          | Súmula (CBF) Retificação (CBF) Borderô (CBF) ge | Bia Zaneratto 62' | Estádio: Luso-Brasileiro Renda: R$ 0,00 Árbitro: RJ Rafael Martins de Sá |  |

| 5 de junho 14.ª rodada | Corinthians                                             | 4 – 0           | Flamengo | São Paulo                                                |  |
| 20:00                  | Gabi Portilho 18' · Duda Sampaio 78' · Belinha 82', 88' | Súmula (CBF) ge |          | Estádio: Parque São Jorge Árbitra: SP Edina Alves (FIFA) |  |

| 12 de junho 15.ª rodada | Flamengo                 | 2 – 1           | Internacional | Rio de Janeiro                                               |  |
| 15:00                   | Leidi 20' · Monalisa 75' | Súmula (CBF) ge | Celsa 57'     | Estádio: Gávea Árbitro: RJ Alexandre Vargas Tavares de Jesus |  |

#### Fase final

##### Tabela
|  | Quartas de final                                | Quartas de final                                | Quartas de final                                | Quartas de final                                |       |             | Semifinais                               | Semifinais                               | Semifinais                               | Semifinais                               |  |             | Final                                      | Final                                      | Final                                      | Final                                      |  |  |
|  | 18 e 19 de junho (ida) 25 e 26 de junho (volta) | 18 e 19 de junho (ida) 25 e 26 de junho (volta) | 18 e 19 de junho (ida) 25 e 26 de junho (volta) | 18 e 19 de junho (ida) 25 e 26 de junho (volta) |       |             | 27 de agosto (ida) 2 de setembro (volta) | 27 de agosto (ida) 2 de setembro (volta) | 27 de agosto (ida) 2 de setembro (volta) | 27 de agosto (ida) 2 de setembro (volta) |  |             | 7 de setembro (ida) 10 de setembro (volta) | 7 de setembro (ida) 10 de setembro (volta) | 7 de setembro (ida) 10 de setembro (volta) | 7 de setembro (ida) 10 de setembro (volta) |  |  |
|  |                                                 |                                                 |                                                 |                                                 |       |             |                                          |                                          |                                          |                                          |  |             |                                            |                                            |                                            |                                            |  |  |
|  | Corinthians                                     | 2                                               | 4                                               | 6                                               |       |             |                                          |                                          |                                          |                                          |  |             |                                            |                                            |                                            |                                            |  |  |
|  | Cruzeiro                                        | 1                                               | 2                                               | 3                                               |       |             |                                          |                                          |                                          |                                          |  |             |                                            |                                            |                                            |                                            |  |  |
|  | Cruzeiro                                        | 1                                               | 2                                               | 3                                               |       | Corinthians | 3                                        | 2                                        | 5                                        |                                          |  |             |                                            |                                            |                                            |                                            |  |  |
|  |                                                 |                                                 |                                                 |                                                 |       | Corinthians | 3                                        | 2                                        | 5                                        |                                          |  |             |                                            |                                            |                                            |                                            |  |  |
|  |                                                 | Santos                                          | 0                                               | 0                                               | 0     |             |                                          |                                          |                                          |                                          |  |             |                                            |                                            |                                            |                                            |  |  |
|  | Santos                                          | Santos                                          | 0                                               | 0                                               | 0     | 3           | 4                                        | 7                                        |                                          |                                          |  |             |                                            |                                            |                                            |                                            |  |  |
|  | Santos                                          |                                                 |                                                 |                                                 |       | 3           | 4                                        | 7                                        |                                          |                                          |  |             |                                            |                                            |                                            |                                            |  |  |
|  | Flamengo                                        | 1                                               | 1                                               | 2                                               |       |             |                                          |                                          |                                          |                                          |  |             |                                            |                                            |                                            |                                            |  |  |
|  | Flamengo                                        | 1                                               | 1                                               | 2                                               |       |             |                                          |                                          |                                          |                                          |  | Corinthians | 0                                          | 2                                          | 2                                          |                                            |  |  |
|  |                                                 |                                                 |                                                 |                                                 |       |             |                                          |                                          |                                          |                                          |  | Corinthians | 0                                          | 2                                          | 2                                          |                                            |  |  |
|  |                                                 | Ferroviária                                     | 0                                               | 1                                               | 1     |             |                                          |                                          |                                          |                                          |  |             |                                            |                                            |                                            |                                            |  |  |
|  | Palmeiras                                       | Ferroviária                                     | 0                                               | 1                                               | 1     | 1           | 1                                        | 2                                        |                                          |                                          |  |             |                                            |                                            |                                            |                                            |  |  |
|  | Palmeiras                                       |                                                 |                                                 |                                                 |       | 1           | 1                                        | 2                                        |                                          |                                          |  |             |                                            |                                            |                                            |                                            |  |  |
|  | São Paulo                                       | 1                                               | 3                                               | 4                                               |       |             |                                          |                                          |                                          |                                          |  |             |                                            |                                            |                                            |                                            |  |  |
|  | São Paulo                                       | 1                                               | 3                                               | 4                                               |       | São Paulo   | 1                                        | 2                                        | 3 (1)                                    |                                          |  |             |                                            |                                            |                                            |                                            |  |  |
|  |                                                 |                                                 |                                                 |                                                 |       | São Paulo   | 1                                        | 2                                        | 3 (1)                                    |                                          |  |             |                                            |                                            |                                            |                                            |  |  |
|  |                                                 | Ferroviária (pen)                               | 3                                               | 0                                               | 3 (3) |             |                                          |                                          |                                          |                                          |  |             |                                            |                                            |                                            |                                            |  |  |
|  | Ferroviária                                     | Ferroviária (pen)                               | 3                                               | 0                                               | 3 (3) | 1           | 3                                        | 4                                        |                                          |                                          |  |             |                                            |                                            |                                            |                                            |  |  |
|  | Ferroviária                                     |                                                 |                                                 |                                                 |       | 1           | 3                                        | 4                                        |                                          |                                          |  |             |                                            |                                            |                                            |                                            |  |  |
|  | Internacional                                   | 0                                               | 0                                               | 0                                               |       |             |                                          |                                          |                                          |                                          |  |             |                                            |                                            |                                            |                                            |  |  |

##### Quartas de final
Fonte: 
| 18 de junho Ida | Flamengo  | 1 – 3           | Santos                                     | Volta Redonda                                                              |  |
| 16:00           | Leidi 40' | Súmula (CBF) ge | Vitória 3' · Cristiane 73' · Thaisinha 78' | Estádio: Raulino de Oliveira Árbitra: MG Andreza Helena de Siqueira (FIFA) |  |

| 25 de junho Volta | Santos                                     | 4 – 1           | Flamengo  | Santos                                                                |  |
| 10:00             | Ketlen 22', 90+1' · Bia 54' · Camila 90+3' | Súmula (CBF) ge | Leidi 18' | Estádio: Vila Belmiro Árbitra: PE Deborah Cecilia Cruz Correia (FIFA) |  |

Como Santos venceu no resultado agregado por 7–2, o Flamengo foi eliminado da competição.

### Campeonato Carioca

#### Fase de grupos (Taça Guanabara)

##### Tabela
| Pos | Equipe           | Pts | J | V | E | D | GP | GC | SG  | Classificação ou descenso                     |
| --- | ---------------- | --- | - | - | - | - | -- | -- | --- | --------------------------------------------- |
| 1   | Flamengo         | 19  | 7 | 6 | 1 | 0 | 42 | 4  | +38 | Campeão da Taça Guanabara e classificado      |
| 2   | Botafogo         | 19  | 7 | 6 | 1 | 0 | 28 | 1  | +27 | Classificado para as semifinais do Campeonato |
| 3   | Vasco da Gama    | 15  | 7 | 5 | 0 | 2 | 23 | 5  | +18 | Classificado para as semifinais do Campeonato |
| 4   | Fluminense       | 12  | 7 | 4 | 0 | 3 | 31 | 5  | +26 | Classificado para as semifinais do Campeonato |
| 5   | Pérolas Negras   | 9   | 7 | 3 | 0 | 4 | 17 | 15 | +2  |                                               |
| 6   | Serra Macaense   | 4   | 7 | 1 | 1 | 5 | 6  | 34 | −28 |                                               |
| 7   | Duque de Caxias  | 4   | 7 | 1 | 1 | 5 | 2  | 33 | −31 |                                               |
| 8   | Tigres do Brasil | 0   | 7 | 0 | 0 | 7 | 0  | 52 | −52 |                                               |

##### Partidas
Fonte: 
| 24 de setembro 1.ª rodada | Flamengo                                      | 4 – 1                   | Pérolas Negras | Rio de Janeiro                                   |  |
| 10:00                     | Gisseli 19', 37' · Jucinara 29' · Darlene 34' | Súmula (FERJ) Soccerway | Sarah 22'      | Estádio: Gávea Árbitro: RJ João Vitor Costa Reis |  |

| 2 de outubro 2.ª rodada | Serra Macaense | 1 – 8                   | Flamengo                                                                                        | Macaé                                                    |  |
| 15:00                   | Maikely 21'    | Súmula (FERJ) Soccerway | Isadora 11' · Gisseli 13' · Jucinara 30', 45+3' · Duda Francelino 49', 65' · Pimenta 75', 90+6' | Estádio: Moacyrzão Árbitra: RJ Paula Julianny de Andrade |  |

| 8 de outubro 3.ª rodada | Fluminense    | 1 – 2                   | Flamengo                   | Rio de Janeiro                                          |  |
| 10:00                   | Claudinha 48' | Súmula (FERJ) Soccerway | Crivelari 4' · Darlene 42' | Estádio: Laranjeiras Árbitro: RJ Jonas Francisco Santos |  |

| 14 de outubro 4.ª rodada | Flamengo | 0 – 0                   | Botafogo | Rio de Janeiro                                   |  |
| 10:00                    |          | Súmula (FERJ) Soccerway |          | Estádio: Gávea Árbitro: RJ Bruna Rezende de Lima |  |

| 21 de outubro 5.ª rodada | Vasco da Gama | 1 – 2                   | Flamengo                        | Nova Iguaçu                                                                                            |  |
| 15:00                    | Sheila 69'    | Súmula (FERJ) Soccerway | Isadora 12' · Ladaga 89' (g.c.) | Estádio: Nivaldo Pereira Público: 1 063 Renda: R$ 12 429,00 Árbitro: RJ Wallace Rogério Rufino de Lima |  |

| 29 de outubro 6.ª rodada | Flamengo | 15 – 0                  | Tigres do Brasil | Rio de Janeiro                                         |  |
| 11:00                    | Isadora 2', 61' · Gisseli 10', 12', 65', 88' · Gessica 16' (g.c.) · Gica 22', 37' · Thaísa 29' · Monalisa 32' · Thais Regina 35' · Pimenta 53', 90' · Kaylane Melo 87' | Súmula (FERJ) Soccerway |                  | Estádio: Gávea Árbitra: RJ Jenifer Alves Freitas (CBF) |  |

| 3 de novembro 7.ª rodada | Flamengo | 11 – 0                  | Duque de Caxias | Rio de Janeiro                                       |  |
| 15:00                    | Darlene 3', 74' · Crivelari 6', 7', 35' · Miriam 9' · Gisseli 11' · Duda Francelino 15', 48' · Jucinara 33' · Ingrid 65' | Súmula (FERJ) Soccerway |                 | Estádio: Gávea Árbitra: RJ Paula Julianny de Andrade |  |

##### Premiação
| Taça Guanabara de 2023             |
| Rio de Janeiro                     |
| ---------------------------------- |
| FLAMENGO Tetracampeão (4.º título) |

#### Fase final

##### Tabela
Em itálico, as equipes que jogaram pelo empate por ter melhor campanha e em negrito as equipes vencedoras das partidas.
|  | Semifinais    | Semifinais | Semifinais | Semifinais |   |          | Final | Final |
|  |               |            |            |            |   |          |       |       |
|  | Flamengo      | 2          | 0          | 2          |   |          |       |       |
|  | Fluminense    | 0          | 1          | 1          |   |          |       |       |
|  | Fluminense    | 0          | 1          | 1          |   | Flamengo | 2     |       |
|  |               |            |            |            |   | Flamengo | 2     |       |
|  |               | Botafogo   | 1          |            |   |          |       |       |
|  | Botafogo      | Botafogo   | 1          | 2          | 2 | 4        |       |       |
|  | Botafogo      |            |            | 2          | 2 | 4        |       |       |
|  | Vasco da Gama | 2          | 2          | 4          |   |          |       |       |

##### Semifinais
Fonte: 
| 8 de novembro Ida | Fluminense | 0 – 2                   | Flamengo                 | Rio de Janeiro                                                           |  |
| 15:00             |            | Súmula (FERJ) Soccerway | Jucinara 84' · Laysa 89' | Estádio: CT Vale das Laranjeiras Árbitro: RJ Jenifer Alves Freitas (CBF) |  |

| 12 de novembro Volta | Flamengo | 0 – 1                   | Fluminense   | Rio de Janeiro                                           |  |
| 10:00                |          | Súmula (FERJ) Soccerway | Lurdinha 49' | Estádio: Gávea Árbitro: RJ Felipe Goulart Dias Barcellos |  |

##### Final
Fonte: 
| 19 de novembro | Flamengo                 | 2 – 1                   | Botafogo               | Rio de Janeiro                                 |  |
| 10:00          | Darlene 42' · Miriam 44' | Súmula (FERJ) Soccerway | Kélen Bender 2' (pen.) | Estádio: Gávea Árbitro: RJ Rejane Silva (FIFA) |  |

#### Premiação
| Campeonato Carioca Feminino de 2023 |
| Rio de Janeiro                      |
| ----------------------------------- |
| FLAMENGO Campeão (7.º título)       |

### Copa Rio

#### Tabela
| Pos | Equipe        | PG | Jogos | Jogos | Jogos | Jogos | Gols | Gols | Gols | Cartões | Cartões                       |
| Pos | Equipe        | PG | J     | V     | E     | D     | GP   | GS   | SG   | Expulso | Penalizado com cartão amarelo |
| --- | ------------- | -- | ----- | ----- | ----- | ----- | ---- | ---- | ---- | ------- | ----------------------------- |
| 1   | Flamengo      | 14 | 6     | 4     | 2     | 0     | 9    | 2    | +7   | 0       | 12                            |
| 2   | Botafogo      | 12 | 6     | 3     | 3     | 0     | 8    | 2    | +6   | 1       | 16                            |
| 3   | Fluminense    | 7  | 6     | 2     | 1     | 3     | 7    | 7    | 0    | 4       | 18                            |
| 4   | Vasco da Gama | 0  | 6     | 0     | 0     | 6     | 4    | 17   | –13  | 0       | 18                            |

     Campeão
Critérios de ordenação: 1. Pontos ganhos / 2. Vitórias / 3. Saldo de gols / 4. Gols pró (gols marcados) / 5. Cartões vermelhos e amarelos
Última atualização: 20 de abril

#### Turno
Fonte: 
| 21 de março 1.ª rodada | Flamengo                                    | 3 – 1         | Vasco da Gama | Rio de Janeiro                                            |  |
| 15:00                  | Gica 26' · Duda Rodrigues 27' · Rayanne 50' | Súmula (FERJ) | Thatiely 11'  | Estádio: Gávea Árbitra: RJ Rejane Caetano da Silva (FIFA) |  |

| 8 de março 2.ª rodada | Botafogo | 1 – 1            | Flamengo           | Niterói                                                    |  |
| 15:00                 | Chai 32' | Súmula (FERJ) ge | Duda Rodrigues 73' | Estádio: Caio Martins Árbitra: RJ Jenifer Alves de Freitas |  |

| 18 de fevereiro 3.ª rodada | Fluminense | 0 – 1            | Flamengo      | Rio de Janeiro                                            |  |
| 15:00                      |            | Súmula (FERJ) ge | Crivelari 68' | Estádio: Laranjeiras Árbitra: RJ Jenifer Alves de Freitas |  |

#### Returno
| 2 de abril 4.ª rodada | Vasco da Gama | 0 – 1         | Flamengo    | Nova Iguaçu                                                     |  |
| 15:00                 |               | Súmula (FERJ) | Mariana 79' | Estádio: Nivaldo Pereira Árbitro: RJ Reginaldo de Abreu Barbosa |  |

| 22 de fevereiro 5.ª rodada | Flamengo | 0 – 0            | Botafogo | Rio de Janeiro                                 |  |
| 15:00                      |          | Súmula (FERJ) ge |          | Estádio: Gávea Árbitra: RJ Luciana Mafra Leite |  |

| 8 de abril 6.ª rodada | Flamengo              | 3 – 0         | Fluminense | Rio de Janeiro                                            |  |
| 15:00                 | Darlene 20', 32', 66' | Súmula (FERJ) |            | Estádio: Gávea Árbitra: RJ Rejane Caetano da Silva (FIFA) |  |

#### Premiação
| Copa Rio de Futebol Feminino de 2023 |
| Rio de Janeiro                       |
| ------------------------------------ |
| FLAMENGO Campeão (1.º título)        |

### Brasil Ladies Cup

#### Primeira fase (grupo B)
| 4 de dezembro 1.ª rodada | Ferroviária      | 1 – 3        | Flamengo                                  | Santo André                |  |
| 17:00                    | Suzane Pires 26' | ge Soccerway | Crivelari 17' · Isadora 59' · Darlene 79' | Estádio: Bruno José Daniel |  |

| 6 de dezembro 2.ª rodada | Flamengo  | 1 – 1        | Santos    | Santo André                |  |
| 15:30                    | Laysa 76' | ge Soccerway | Ketlen 8' | Estádio: Bruno José Daniel |  |

| 8 de dezembro 3.ª rodada | Flamengo                                  | 3 – 2        | Paraguai                          | Santo André                |  |
| 21:30                    | Crivelari 9' · Gisseli 56' · Monalisa 83' | ge Soccerway | Camila Barbosa 28' · Liz Peña 46' | Estádio: Bruno José Daniel |  |

Somente o primeiro colocado de cada grupo, se classificaria para a final. Assim, o Flamengo, mesmo invicto, ficou em segundo lugar no seu grupo com saldo de três gols — atrás do Santos, com mesmo número de ponto, mas saldo de seis gols — e, portanto, não se classificou para a final.

## Campanha
Essa é a campanha na temporada 2023:
| v d e              | Mandante | Visitante | Clássicos | Total |
| ------------------ | -------- | --------- | --------- | ----- |
| Jogos              | 16       | 11        | 12        | 39    |
| Vitórias           | 12       | 6         | 8         | 26    |
| Empates            | 2        | 0         | 3         | 5     |
| Derrotas           | 2        | 5         | 1         | 8     |
|                    |          |           |           |       |
| Gols marcados      | 59       | 25        | 17        | 101   |
| Gols sofridos      | 12       | 21        | 6         | 39    |
| Saldo de gols      | +47      | +4        | +11       | +62   |
|                    |          |           |           |       |
| Aproveitamento (%) | 79,2%    | 54,5%     | 75,0%     | 70,9% |

## Partidas
O clube disputou 39 partidas, sendo 16 como mandante, 11 como visitante e 12 clássicos. Foram 26 vitórias, cinco empates e oito derrotas. A equipe marcou 101 gols e sofreu 39, com saldo de 62 gols e um aproveitamento de 70,9 por cento.
Legenda:      Mandante ·      Visitante ·      Clássico •      Vitória ·      Empate ·      Derrota

### Última partida
| 8 de dezembro BLC–B/3.ª | Flamengo                                  | 3 – 2        | Paraguai                          | Santo André                |  |
| 21:30                   | Crivelari 9' · Gisseli 56' · Monalisa 83' | ge Soccerway | Camila Barbosa 28' · Liz Peña 46' | Estádio: Bruno José Daniel |  |

## Estádios
Esses são os estádios de futebol onde houve partidas disputadas pelo futebol feminino do Flamengo na temporada:
| Nº    | Estádio                  | Local           | J  | V  | E | D | GP  | GC | SG  | %     |
| ----- | ------------------------ | --------------- | -- | -- | - | - | --- | -- | --- | ----- |
| 4     | Airton Ferreira da Silva | Eldorado do Sul | 1  | 1  | 0 | 0 | 1   | 0  | +1  | 100,0 |
| 8     | Alterosas                | Belo Horizonte  | 1  | 0  | 0 | 1 | 1   | 3  | –2  | 0,0   |
| 7     | Aluizão                  | Porto Velho     | 1  | 1  | 0 | 0 | 2   | 0  | +2  | 100,0 |
| 2     | Bruno José Daniel        | Santo André     | 3  | 2  | 1 | 0 | 7   | 4  | +3  | 77,8  |
| 1     | CT Vale das Laranjeiras  | Duque de Caxias | 1  | 1  | 0 | 0 | 2   | 0  | +2  | 100,0 |
| 1     | Caio Martins             | Niterói         | 1  | 0  | 1 | 0 | 1   | 1  | 0   | 33,3  |
| 6     | Fonte Luminosa           | Araraquara      | 1  | 1  | 0 | 0 | 2   | 1  | +1  | 100,0 |
| 1     | Gávea                    | Rio de Janeiro  | 12 | 9  | 2 | 1 | 43  | 5  | +38 | 80,6  |
| 1     | Laranjeiras              | Rio de Janeiro  | 2  | 2  | 0 | 0 | 3   | 1  | +2  | 100,0 |
| 1     | Luso-Brasileiro          | Rio de Janeiro  | 7  | 5  | 1 | 1 | 19  | 4  | +15 | 76,2  |
| 10    | Moacyrzão                | Macaé           | 1  | 1  | 0 | 0 | 8   | 1  | +7  | 100,0 |
| 2     | Neo Química Arena        | São Paulo       | 1  | 0  | 0 | 1 | 1   | 4  | –3  | 0,0   |
| 1     | Nivaldo Pereira          | Nova Iguaçu     | 2  | 2  | 0 | 0 | 3   | 1  | +2  | 100,0 |
| 2     | Parque São Jorge         | São Paulo       | 1  | 0  | 0 | 1 | 0   | 4  | –4  | 0,0   |
| 5     | Presidente Vargas        | Fortaleza       | 1  | 1  | 0 | 0 | 6   | 0  | +6  | 100,0 |
| 9     | Raulino de Oliveira      | Volta Redonda   | 1  | 0  | 0 | 1 | 1   | 3  | –2  | 0,0   |
| 3     | Vila Belmiro             | Santos          | 2  | 0  | 0 | 2 | 1   | 7  | –6  | 0,0   |
| TOTAL | TOTAL                    | TOTAL           | 39 | 26 | 5 | 8 | 101 | 39 | +62 | 70,9  |

## Gols e pênaltis

### Gols marcados
A artilharia da temporada:
| #               | Futebolista     | Total | Copa Rio | Carioca | Brasileiro | Supercopa | Brasil Ladies | Partidas | Média  |
| --------------- | --------------- | ----- | -------- | ------- | ---------- | --------- | ------------- | -------- | ------ |
| 1               | Crivelari       | 18    | 1        | 4       | 8          | 3         | 2             | 33       | 0,55   |
| 2               | Darlene         | 12    | 3        | 5       | 3          | 0         | 1             | 29       | 0,41   |
| 3               | Gisseli         | 9     | 0        | 8       | 0          | 0         | 1             | 27       | 0,33   |
| 4               | Duda Francelino | 8     | 0        | 4       | 1          | 3         | 0             | 33       | 0,24   |
|                 | Sole Jaimes     | 8     | 0        | 0       | 6          | 2         | 0             | 20       | 0,40   |
| 6               | Jucinara        | 6     | 0        | 5       | 0          | 1         | 0             | 35       | 0,17   |
| 7               | Isadora         | 5     | 0        | 4       | 0          | 0         | 1             | 13       | 0,38   |
|                 | Thaísa          | 5     | 0        | 1       | 3          | 1         | 0             | 32       | 0,16   |
| 9               | Gica            | 4     | 1        | 2       | 0          | 1         | 0             | 24       | 0,17   |
|                 | Pimenta         | 4     | 0        | 4       | 0          | 0         | 0             | 5        | 0,80   |
| 11              | Leidi           | 3     | 0        | 0       | 3          | 0         | 0             | 14       | 0,21   |
|                 | Monalisa        | 3     | 0        | 1       | 1          | 0         | 1             | 34       | 0,09   |
| 13              | Dudinha         | 2     | 2        | 0       | 0          | 0         | 0             | 6        | 0,33   |
|                 | Laysa           | 2     | 0        | 1       | 0          | 0         | 1             | 14       | 0,14   |
|                 | Miriam          | 2     | 0        | 2       | 0          | 0         | 0             | 33       | 0,06   |
| 16              | Daiane          | 1     | 0        | 0       | 0          | 1         | 0             | 30       | 0,03   |
|                 | Ingrid          | 1     | 0        | 1       | 0          | 0         | 0             | 2        | Irrel. |
|                 | Kaylane Melo    | 1     | 0        | 1       | 0          | 0         | 0             | 15       | 0,07   |
|                 | Maria Alves     | 1     | 0        | 0       | 0          | 1         | 0             | 7        | 0,14   |
|                 | Mariana         | 1     | 1        | 0       | 0          | 0         | 0             | 3        | Irrel. |
|                 | Rayane          | 1     | 1        | 0       | 0          | 0         | 0             | 23       | 0,04   |
|                 | Thais Regina    | 1     | 0        | 1       | 0          | 0         | 0             | 29       | 0,03   |
| Gols contra[GC] | Gols contra[GC] | 3     | 0        | 2       | 0          | 1         | 0             | 39       | 0,08   |
|                 |                 |       |          |         |            |           |               |          |        |
| TOTAL           | TOTAL           | 101   | 9        | 46      | 25         | 14        | 7             | 39       | 2,59   |

GC. ^ Rafaela Soares (Real Brasília, Supercopa, semifinal) / Ladaga (Vasco da Gama, Taça Guanabara, 5.ª rodada) / Gessica (Tigres do Brasil, Taça Guanabara, 6.ª rodada)
Em itálico as futebolistas que deixaram o clube durante a temporada
     As melhores, em cada critério, dentro desta lista (considerando um mínimo de cinco partidas disputadas)

#### Doblete
Estes foram os dobletes do Flamengo:
|    | Futebolista   | Gols       | Mandante       | Placar | Visitante        | Data           | Competição     | Etapa      | Ref.   |
| -- | ------------- | ---------- | -------------- | ------ | ---------------- | -------------- | -------------- | ---------- | ------ |
| 1  | Duda F. (1)   | 29', 39'   | Flamengo       | 10 – 0 | Ceará            | 5 de fevereiro | Supercopa      | Quartas    | [ 69 ] |
| 2  | Darlene (1)   | 4', 53'    | Ceará          | 0 – 6  | Flamengo         | 26 de março    | Brasileiro     | 5.ª rodada | [ 70 ] |
| 3  | Crivelari (1) | 22', 42'   | Ceará          | 0 – 6  | Flamengo         | 26 de março    | Brasileiro     | 5.ª rodada | [ 70 ] |
| 4  | Gisseli (1)   | 19', 37'   | Flamengo       | 4 – 1  | Pérolas Negras   | 24 de setembro | Taça Guanabara | 1.ª rodada | [ 71 ] |
| 5  | Jucinara (1)  | 30', 45+3' | Serra Macaense | 1 – 8  | Flamengo         | 2 de outubro   | Taça Guanabara | 2.ª rodada | [ 72 ] |
| 6  | Duda F. (2)   | 49', 65'   | Serra Macaense | 1 – 8  | Flamengo         | 2 de outubro   | Taça Guanabara | 2.ª rodada | [ 72 ] |
| 7  | Pimenta (1)   | 75', 90+6' | Serra Macaense | 1 – 8  | Flamengo         | 2 de outubro   | Taça Guanabara | 2.ª rodada | [ 72 ] |
| 8  | Isadora (1)   | 2', 61'    | Flamengo       | 15 – 0 | Tigres do Brasil | 29 de outubro  | Taça Guanabara | 6.ª rodada | [ 73 ] |
| 9  | Gica (1)      | 22', 37'   | Flamengo       | 15 – 0 | Tigres do Brasil | 29 de outubro  | Taça Guanabara | 6.ª rodada | [ 73 ] |
| 10 | Pimenta (2)   | 53', 90'   | Flamengo       | 15 – 0 | Tigres do Brasil | 29 de outubro  | Taça Guanabara | 6.ª rodada | [ 73 ] |
| 11 | Darlene (2)   | 3', 74'    | Flamengo       | 11 – 0 | Duque de Caxias  | 3 de novembro  | Taça Guanabara | 7.ª rodada | [ 74 ] |
| 12 | Duda F. (3)   | 15', 48'   | Flamengo       | 11 – 0 | Duque de Caxias  | 3 de novembro  | Taça Guanabara | 7.ª rodada | [ 74 ] |

#### Hat-trick
Estes foram os hat-tricks do Flamengo:
|   | Futebolista   | Gols          | Mandante | Placar | Visitante       | Data           | Competição     | Etapa      | Ref.   |
| - | ------------- | ------------- | -------- | ------ | --------------- | -------------- | -------------- | ---------- | ------ |
| 1 | Crivelari (1) | 8', 66', 83'  | Flamengo | 10 – 0 | Ceará           | 5 de fevereiro | Supercopa      | Quartas    | [ 69 ] |
| 2 | Darlene (1)   | 20', 32', 66' | Flamengo | 3 – 0  | Fluminense      | 8 de abril     | Copa Rio       | 6.ª rodada | [ 75 ] |
| 3 | Crivelari (2) | 6', 7', 35'   | Flamengo | 11 – 0 | Duque de Caxias | 3 de novembro  | Taça Guanabara | 7.ª rodada | [ 74 ] |

#### Poker-trick
Estes foram os poker-tricks do Flamengo:
|   | Futebolista | Gols               | Mandante | Placar | Visitante        | Data          | Competição     | Etapa      | Ref.   |
| - | ----------- | ------------------ | -------- | ------ | ---------------- | ------------- | -------------- | ---------- | ------ |
| 1 | Gisseli (1) | 10', 12', 65', 88' | Flamengo | 15 – 0 | Tigres do Brasil | 29 de outubro | Taça Guanabara | 6.ª rodada | [ 73 ] |

### Gols sofridos
Estes foram os gols sofridos pelo Flamengo:
| #     | Futebolista | Total | Copa Rio | Carioca | Brasileiro | Supercopa | Brasil Ladies | Partidas | Média  |
| ----- | ----------- | ----- | -------- | ------- | ---------- | --------- | ------------- | -------- | ------ |
| 1     | Bárbara     | 34    | 0        | 6       | 18         | 6         | 4             | 32       | 1,06   |
| 2     | Karol Alves | 5     | 2        | 0       | 3          | 0         | 0             | 9        | 0,56   |
| 3     | Isabella    | 0     | 0        | 0       | 0          | 0         | 0             | 1        | Irrel. |
|       |             |       |          |         |            |           |               |          |        |
| TOTAL | TOTAL       | 39    | 2        | 6       | 21         | 6         | 4             | 39       | 1      |

Em itálico os futebolistas que deixaram o clube durante a temporada
     Os "piores", em cada critério, dentro desta lista (considerando um mínimo de cinco partidas disputadas)

#### Gols contra
Estes foram os gols contra feitos pelas futebolistas do Flamengo:
|  | Futebolista | Gol contra | Mandante | Placar | Visitante | Data | Competição | Etapa | Ref. |
|  | ----------- | ---------- | -------- | ------ | --------- | ---- | ---------- | ----- | ---- |

### Pênaltis cometidos
Estes foram os pênaltis cometidos pelas futebolistas do Flamengo:
|   | Futebolista | Pênalti    | Mandante | Placar | Visitante | Data           | Competição | Etapa | Ref.   |
| - | ----------- | ---------- | -------- | ------ | --------- | -------------- | ---------- | ----- | ------ |
| 1 | Gisseli (1) | Convertido | Flamengo | 2 – 1  | Botafogo  | 19 de novembro | Carioca    | Final | [ 76 ] |

### Pênaltis sofridos
Estes foram os pênaltis a favor do Flamengo:
|   | Cobrador           | Pênalti     | Mandante | Placar | Visitante | Data           | Competição | Etapa      | Ref.   |
| - | ------------------ | ----------- | -------- | ------ | --------- | -------------- | ---------- | ---------- | ------ |
| 1 | Gica (1)           | Convertido  | Flamengo | 10 – 0 | Ceará     | 5 de fevereiro | Supercopa  | Quartas    | [ 69 ] |
| 2 | Kaylaine Souza (1) | Erro (fora) | Flamengo | 1 – 0  | Bahia     | 22 de abril    | Brasileiro | 8.ª rodada | [ 77 ] |

## Cartões
Os cartões vermelhos e amarelos recebidos durante a temporada:
| #                   | Responsável             | Expulso | Penalizado com cartão amarelo |
| ------------------- | ----------------------- | ------- | ----------------------------- |
| 1                   | Daiane                  | 0       | 8                             |
|                     | Thais Regina            | 0       | 8                             |
| 3                   | Darlene                 | 0       | 7                             |
| 4                   | Kaylaine Souza          | 0       | 6                             |
|                     | Monalisa                | 0       | 6                             |
|                     | Thaísa                  | 0       | 6                             |
| 7                   | Gisseli                 | 0       | 4                             |
|                     | Jucinara                | 0       | 4                             |
|                     | Miriam                  | 0       | 4                             |
| 10                  | Duda Francelino         | 0       | 3                             |
|                     | Isadora                 | 0       | 3                             |
|                     | Kaylane Melo            | 0       | 3                             |
| 13                  | Crivelari               | 0       | 2                             |
|                     | Gica                    | 0       | 2                             |
|                     | Leidi                   | 0       | 2                             |
|                     | Rayanne                 | 0       | 2                             |
|                     | Saulo Silva (PF)        | 0       | 2                             |
|                     | Thays da Silva (AT)     | 0       | 2                             |
| 19                  | Dio                     | 0       | 1                             |
|                     | Diogenes Jr. (MD)       | 0       | 1                             |
|                     | Dudinha                 | 0       | 1                             |
|                     | Lorena                  | 0       | 1                             |
|                     | Louvain                 | 0       | 1                             |
|                     | Luís Filipe (treinador) | 0       | 1                             |
|                     | Maria Alves             | 0       | 1                             |
|                     | Nath Pitbull            | 0       | 1                             |
|                     | Núbia                   | 0       | 1                             |
|                     | Pimenta                 | 0       | 1                             |
|                     | Sole Jaimes             | 0       | 1                             |
|                     | Thais Ortiz (F)         | 0       | 1                             |
| TOTAL               | TOTAL                   | 0       | 86                            |
| MÉDIA (39 partidas) | MÉDIA (39 partidas)     | 0       | 2,21                          |

Em itálico os futebolistas/membros da comissão técnica que deixaram o clube durante a temporada

### Cartões vermelhos
Nenhuma futebolista recebeu cartão vermelho durante a temporada.

### Cartões amarelos
|    | Responsável            | Cartão | Mandante       | Placar | Visitante        | Data            | Competição        | Etapa           |
| -- | ---------------------- | ------ | -------------- | ------ | ---------------- | --------------- | ----------------- | --------------- |
| —  |                        |        | Flamengo       | 10 – 0 | Ceará            | 5 de fevereiro  | Supercopa         | Quartas         |
| 1  | Daiane (1)             | 54'    | Flamengo       | 2 – 1  | Real Brasília    | 8 de fevereiro  | Supercopa         | Semifinal       |
| 2  | Kaylaine Souza (1)     | 58'    | Flamengo       | 2 – 1  | Real Brasília    | 8 de fevereiro  | Supercopa         | Semifinal       |
| 3  | Monalisa (1)           | 69'    | Flamengo       | 2 – 1  | Real Brasília    | 8 de fevereiro  | Supercopa         | Semifinal       |
| 4  | Maria Alves (1)        | 18'    | Corinthians    | 4 – 1  | Flamengo         | 12 de fevereiro | Supercopa         | Final           |
| 5  | Sole Jaimes (1)        | 41'    | Corinthians    | 4 – 1  | Flamengo         | 12 de fevereiro | Supercopa         | Final           |
| 6  | Thais Regina (1)       | 45+1'  | Corinthians    | 4 – 1  | Flamengo         | 12 de fevereiro | Supercopa         | Final           |
| 7  | Thais Regina (2)       | 48'    | Fluminense     | 0 – 1  | Flamengo         | 18 de fevereiro | Copa Rio          | 3.ª rodada      |
| 8  | Rayanne (1)            | 55'    | Fluminense     | 0 – 1  | Flamengo         | 18 de fevereiro | Copa Rio          | 3.ª rodada      |
| 9  | Nath Pitbull (1)       | 90'    | Fluminense     | 0 – 1  | Flamengo         | 18 de fevereiro | Copa Rio          | 3.ª rodada      |
| 10 | Darlene (1)            | 90+2'  | Fluminense     | 0 – 1  | Flamengo         | 18 de fevereiro | Copa Rio          | 3.ª rodada      |
| 11 | Lorena (1)             | 36'    | Flamengo       | 0 – 0  | Botafogo         | 22 de fevereiro | Copa Rio          | 5.ª rodada      |
| 12 | Pimenta (1)            | 45+2'  | Flamengo       | 0 – 0  | Botafogo         | 22 de fevereiro | Copa Rio          | 5.ª rodada      |
| 13 | Dudinha (1)            | 77'    | Flamengo       | 0 – 0  | Botafogo         | 22 de fevereiro | Copa Rio          | 5.ª rodada      |
| 14 | Thais Regina (3)       | 84'    | Santos         | 3 – 0  | Flamengo         | 24 de fevereiro | Brasileiro        | 1.ª rodada      |
| —  |                        |        | Flamengo       | 3 – 0  | Avaí/Kindermann  | 5 de março      | Brasileiro        | 2.ª rodada      |
| —  |                        |        | Botafogo       | 1 – 1  | Flamengo         | 9 de março      | Copa Rio          | 2.ª rodada      |
| 15 | Thaísa (1)             | 35'    | Real Ariquemes | 0 – 2  | Flamengo         | 12 de março     | Brasileiro        | 3.ª rodada      |
| 16 | Luís Filipe (Téc, 1)   | 46'    | Real Ariquemes | 0 – 2  | Flamengo         | 12 de março     | Brasileiro        | 3.ª rodada      |
| 17 | Louvain (1)            | 65'    | Real Ariquemes | 0 – 2  | Flamengo         | 12 de março     | Brasileiro        | 3.ª rodada      |
| 18 | Crivelari (1)          | 41'    | Flamengo       | 1 – 0  | Atlético-MG      | 17 de março     | Brasileiro        | 4.ª rodada      |
| 19 | Duda Francelino (1)    | 76'    | Flamengo       | 1 – 0  | Atlético-MG      | 17 de março     | Brasileiro        | 4.ª rodada      |
| 20 | Kaylaine Souza (1)     | 36'    | Flamengo       | 3 – 1  | Vasco da Gama    | 21 de março     | Copa Rio          | 1.ª rodada      |
| —  |                        |        | Ceará          | 0 – 6  | Flamengo         | 26 de março     | Brasileiro        | 5.ª rodada      |
| 21 | Jucinara (1)           | 10'    | Flamengo       | 1 – 0  | Athletico-PR     | 17 de março     | Brasileiro        | 6.ª rodada      |
| 22 | Darlene (2)            | 62'    | Flamengo       | 1 – 0  | Athletico-PR     | 17 de março     | Brasileiro        | 6.ª rodada      |
| 23 | Kaylaine Souza (3)     | 72'    | Flamengo       | 1 – 0  | Athletico-PR     | 17 de março     | Brasileiro        | 6.ª rodada      |
| 24 | Daiane (2)             | 77'    | Flamengo       | 1 – 0  | Athletico-PR     | 17 de março     | Brasileiro        | 6.ª rodada      |
| 25 | Gisseli (1)            | 27'    | Vasco da Gama  | 0 – 1  | Flamengo         | 2 de abril      | Copa Rio          | 4.ª rodada      |
| 26 | Gica (1)               | 32'    | Vasco da Gama  | 0 – 1  | Flamengo         | 2 de abril      | Copa Rio          | 4.ª rodada      |
| 27 | Monalisa (2)           | 13'    | Flamengo       | 3 – 0  | Fluminense       | 8 de abril      | Copa Rio          | 6.ª rodada      |
| 28 | Gica (2)               | 40'    | Flamengo       | 3 – 0  | Fluminense       | 8 de abril      | Copa Rio          | 6.ª rodada      |
| 29 | Thays da Silva (AT, 1) | 21'    | Grêmio         | 0 – 1  | Flamengo         | 17 de abril     | Brasileiro        | 7.ª rodada      |
| 30 | Thaísa (2)             | 50'    | Grêmio         | 0 – 1  | Flamengo         | 17 de abril     | Brasileiro        | 7.ª rodada      |
| 31 | Jucinara (2)           | 70'    | Grêmio         | 0 – 1  | Flamengo         | 17 de abril     | Brasileiro        | 7.ª rodada      |
| 32 | Rayanne (2)            | 87'    | Grêmio         | 0 – 1  | Flamengo         | 17 de abril     | Brasileiro        | 7.ª rodada      |
| 33 | Thaísa (3)             | 60'    | Flamengo       | 1 – 0  | Bahia            | 22 de abril     | Brasileiro        | 8.ª rodada      |
| 34 | Daiane (3)             | 10'    | Flamengo       | 2 – 0  | Real Brasília    | 29 de abril     | Brasileiro        | 9.ª rodada      |
| 35 | Darlene (3)            | 35'    | Flamengo       | 2 – 0  | Real Brasília    | 29 de abril     | Brasileiro        | 9.ª rodada      |
| 36 | Monalisa (3)           | 45'    | Ferroviária    | 1 – 2  | Flamengo         | 7 de maio       | Brasileiro        | 10.ª rodada     |
| 37 | Diogenes Jr. (MD, 1)   | 48'    | Ferroviária    | 1 – 2  | Flamengo         | 7 de maio       | Brasileiro        | 10.ª rodada     |
| 38 | Jucinara (3)           | 59'    | Ferroviária    | 1 – 2  | Flamengo         | 7 de maio       | Brasileiro        | 10.ª rodada     |
| 39 | Saulo Silva (PF, 1)    | 90+6'  | Ferroviária    | 1 – 2  | Flamengo         | 7 de maio       | Brasileiro        | 10.ª rodada     |
| 40 | Kaylaine Souza (4)     | 41'    | Flamengo       | 1 – 1  | São Paulo        | 15 de maio      | Brasileiro        | 11.ª rodada     |
| 41 | Thais Regina (4)       | 53'    | Flamengo       | 1 – 1  | São Paulo        | 15 de maio      | Brasileiro        | 11.ª rodada     |
| 42 | Thaísa (4)             | 62'    | Flamengo       | 1 – 1  | São Paulo        | 15 de maio      | Brasileiro        | 11.ª rodada     |
| 43 | Saulo Silva (PF, 2)    | 24'    | Cruzeiro       | 3 – 1  | Flamengo         | 22 de maio      | Brasileiro        | 12.ª rodada     |
| 44 | Miriam (1)             | 66'    | Cruzeiro       | 3 – 1  | Flamengo         | 22 de maio      | Brasileiro        | 12.ª rodada     |
| 45 | Thaísa (5)             | 83'    | Cruzeiro       | 3 – 1  | Flamengo         | 22 de maio      | Brasileiro        | 12.ª rodada     |
| 46 | Kaylaine Souza (5)     | 55'    | Flamengo       | 0 – 1  | Palmeiras        | 26 de maio      | Brasileiro        | 13.ª rodada     |
| 47 | Thais Ortiz (F, 1)     | 76'    | Flamengo       | 0 – 1  | Palmeiras        | 26 de maio      | Brasileiro        | 13.ª rodada     |
| 48 | Darlene (4)            | 66'    | Corinthians    | 4 – 0  | Flamengo         | 5 de junho      | Brasileiro        | 14.ª rodada     |
| 49 | Daiane (4)             | 67'    | Corinthians    | 4 – 0  | Flamengo         | 5 de junho      | Brasileiro        | 14.ª rodada     |
| 50 | Thaísa Moreno (6)      | 75'    | Corinthians    | 4 – 0  | Flamengo         | 5 de junho      | Brasileiro        | 14.ª rodada     |
| 51 | Leidi (1)              | 90+2'  | Corinthians    | 4 – 0  | Flamengo         | 5 de junho      | Brasileiro        | 14.ª rodada     |
| 52 | Thais Regina (5)       | 90+4'  | Corinthians    | 4 – 0  | Flamengo         | 5 de junho      | Brasileiro        | 14.ª rodada     |
| 53 | Kaylaine Souza (6)     | 15'    | Flamengo       | 2 – 1  | Internacional    | 12 de junho     | Brasileiro        | 15.ª rodada     |
| 54 | Thays da Silva (AT, 2) | 44'    | Flamengo       | 1 – 3  | Santos           | 18 de junho     | Brasileiro        | Quartas/ida     |
| 55 | Darlene (5)            | 47'    | Flamengo       | 1 – 3  | Santos           | 18 de junho     | Brasileiro        | Quartas/ida     |
| 56 | Leidi (2)              | 30'    | Santos         | 4 – 1  | Flamengo         | 25 de junho     | Brasileiro        | Quartas/volta   |
| 57 | Miriam (2)             | 47'    | Santos         | 4 – 1  | Flamengo         | 25 de junho     | Brasileiro        | Quartas/volta   |
| 58 | Daiane (5)             | 52'    | Santos         | 4 – 1  | Flamengo         | 25 de junho     | Brasileiro        | Quartas/volta   |
| 59 | Kaylane Melo (1)       | 54'    | Flamengo       | 4 – 1  | Pérolas Negras   | 24 de setembro  | Taça Guanabara    | 1.ª rodada      |
| 60 | Isadora (1)            | 59'    | Flamengo       | 4 – 1  | Pérolas Negras   | 24 de setembro  | Taça Guanabara    | 1.ª rodada      |
| 61 | Darlene (6)            | 78'    | Flamengo       | 4 – 1  | Pérolas Negras   | 24 de setembro  | Taça Guanabara    | 1.ª rodada      |
| —  |                        |        | Serra Macaense | 1 – 8  | Flamengo         | 1 de outubro    | Taça Guanabara    | 2.ª rodada      |
| 62 | Miriam (3)             | 53'    | Fluminense     | 1 – 2  | Flamengo         | 8 de outubro    | Taça Guanabara    | 3.ª rodada      |
| 63 | Duda Francelino (2)    | 79'    | Fluminense     | 1 – 2  | Flamengo         | 8 de outubro    | Taça Guanabara    | 3.ª rodada      |
| 64 | Daiane (6)             | 90'    | Fluminense     | 1 – 2  | Flamengo         | 8 de outubro    | Taça Guanabara    | 3.ª rodada      |
| 65 | Thais Regina (6)       | 22'    | Flamengo       | 0 – 0  | Botafogo         | 14 de outubro   | Taça Guanabara    | 4.ª rodada      |
| 66 | Monalisa (4)           | 72'    | Flamengo       | 0 – 0  | Botafogo         | 14 de outubro   | Taça Guanabara    | 4.ª rodada      |
| 67 | Kaylane Melo (2)       | 83'    | Flamengo       | 0 – 0  | Botafogo         | 14 de outubro   | Taça Guanabara    | 4.ª rodada      |
| 68 | Monalisa (5)           | 37'    | Vasco da Gama  | 1 – 2  | Flamengo         | 21 de outubro   | Taça Guanabara    | 5.ª rodada      |
| 69 | Thais Regina (7)       | 41'    | Vasco da Gama  | 1 – 2  | Flamengo         | 21 de outubro   | Taça Guanabara    | 5.ª rodada      |
| 70 | Crivelari (2)          | 65'    | Vasco da Gama  | 1 – 2  | Flamengo         | 21 de outubro   | Taça Guanabara    | 5.ª rodada      |
| 71 | Núbia (1)              | 90+1'  | Vasco da Gama  | 1 – 2  | Flamengo         | 21 de outubro   | Taça Guanabara    | 5.ª rodada      |
| 72 | Kaylane Melo (3)       | 59'    | Flamengo       | 15 – 0 | Tigres do Brasil | 29 de outubro   | Taça Guanabara    | 6.ª rodada      |
| 73 | Monalisa (6)           | 60'    | Flamengo       | 15 – 0 | Tigres do Brasil | 29 de outubro   | Taça Guanabara    | 6.ª rodada      |
| 74 | Thais Regina (8)       | 70'    | Flamengo       | 15 – 0 | Tigres do Brasil | 29 de outubro   | Taça Guanabara    | 6.ª rodada      |
| —  |                        |        | Flamengo       | 11 – 0 | Duque de Caxias  | 3 de novembro   | Taça Guanabara    | 7.ª rodada      |
| 75 | Daiane (7)             | 53'    | Fluminense     | 0 – 2  | Flamengo         | 8 de novembro   | Carioca           | Semifinal/ida   |
| 76 | Gisseli (2)            | 53'    | Fluminense     | 0 – 2  | Flamengo         | 8 de novembro   | Carioca           | Semifinal/ida   |
| 77 | Gisseli (3)            | 65'    | Flamengo       | 0 – 1  | Fluminense       | 12 de novembro  | Carioca           | Semifinal/volta |
| 78 | Isadora (2)            | 75'    | Flamengo       | 0 – 1  | Fluminense       | 12 de novembro  | Carioca           | Semifinal/volta |
| 79 | Daiane (8)             | 77'    | Flamengo       | 0 – 1  | Fluminense       | 12 de novembro  | Carioca           | Semifinal/volta |
| 80 | Dio (1)                | 90+1'  | Flamengo       | 0 – 1  | Fluminense       | 12 de novembro  | Carioca           | Semifinal/volta |
| 81 | Jucinara (4)           | 69'    | Flamengo       | 2 – 1  | Botafogo         | 19 de novembro  | Carioca           | Final           |
| 82 | Darlene (7)            | 74'    | Flamengo       | 2 – 1  | Botafogo         | 19 de novembro  | Carioca           | Final           |
| 83 | Miriam (4)             | 14'    | Ferroviária    | 1 – 3  | Flamengo         | 4 de dezembro   | Brasil Ladies Cup | 1.ª rodada      |
| 84 | Duda Francelino (3)    | 44'    | Ferroviária    | 1 – 3  | Flamengo         | 4 de dezembro   | Brasil Ladies Cup | 1.ª rodada      |
| 85 | Isadora (3)            | 45+3'  | Flamengo       | 1 – 1  | Santos           | 6 de dezembro   | Brasil Ladies Cup | 2.ª rodada      |
| 86 | Gisseli (4)            | 65'    | Flamengo       | 1 – 1  | Santos           | 6 de dezembro   | Brasil Ladies Cup | 2.ª rodada      |
| —  |                        |        | Flamengo       | 3 – 2  | Paraguai         | 8 de dezembro   | Brasil Ladies Cup | 3.ª rodada      |

## Ranking

### CBF
Este é o ranqueamento conforme a Confederação Brasileira de Futebol (CBF):
| Ano  | Posição | Pontos | Ref.   |
| ---- | ------- | ------ | ------ |
| 2022 | 5.º     | 8 112  | [ 78 ] |
| 2023 | 8.º     | 8 056  | [ 79 ] |